# Primera División 2016-2017 (Argentina)
La Primera División 2016-2017 è stata l'88ª edizione del massimo torneo calcistico argentino. La competizione è iniziata il 26 agosto 2016 e si è conclusa il 27 giugno 2017 con la vittoria del Boca Juniors. Gli Xeneizes di Buenos Aires si sono così aggiudicati il loro 32º titolo nazionale (dall'inizio dell'era professionistica del calcio argentino).
Allo scopo di ridurre con il tempo il numero delle squadre partecipanti alla massima categoria, il torneo ha previsto la retrocessione di 4 squadre e la promozione di 2 squadre dalla Primera B Nacional. Il nuovo formato, che ha visto la disputa di un torneo a girone unico in cui le squadre si sono scontrate in un girone di sola andata (con due clásicos per ogni squadra), si è venuto a delineare dopo un'estate di caos che ha coinvolto la AFA e il mondo del calcio argentino, sconvolto dalla crisi economica della federazione e delle squadre, dalla sconfitta in finale nella Copa America Centenario contro il Cile, e dagli annunci di addio alla nazionale argentina di Lionel Messi (poi ritrattato) e Gerardo Martino.

## Squadre partecipanti
| Club               | Città                 | Stadio                              | Posti  |
| ------------------ | --------------------- | ----------------------------------- | ------ |
| Aldosivi           | Mar del Plata         | José María Minella                  | 35 354 |
| Arsenal Sarandí    | Sarandí               | Julio Humberto Grondona             | 16 300 |
| Atlético Rafaela   | Rafaela               | Nuevo Monumental                    | 16 000 |
| Atl. Tucumán       | San Miguel de Tucumán | Monumental José Fierro              | 32 700 |
| Banfield           | Banfield              | Florencio Sola                      | 33 351 |
| Belgrano           | Córdoba               | Julio César Villagra                | 30 000 |
| Boca Juniors       | Buenos Aires          | Alberto Jacinto Armando             | 49 000 |
| Colón (SF)         | Santa Fe              | Brigadier General Estanislao López  | 40 000 |
| Defensa y Justicia | Florencio Varela      | Norberto "Tito" Tomaghello          | 12 000 |
| Estudiantes (LP)   | La Plata              | Ciudad de La Plata                  | 53 000 |
| Gimnasia (LP)      | La Plata              | Juan Carmelo Zerillo                | 24 544 |
| Godoy Cruz         | Mendoza               | Malvinas Argentinas                 | 40 268 |
| Huracán            | Buenos Aires          | Tomás Adolfo Ducó                   | 48 314 |
| Independiente      | Avellaneda            | Libertadores de América             | 52 853 |
| Lanús              | Lanús                 | Ciudad de Lanús – Néstor Díaz Pérez | 46 619 |
| Newell's Old Boys  | Rosario               | Marcelo Bielsa                      | 38 095 |
| Olimpo             | Bahia Blanca          | Roberto Natalio Carminatti          | 20 000 |
| Patronato          | Paraná                | Presbítero Bartolomé Grella         | 23 500 |
| Quilmes            | Quilmes               | Centenario Dr. José Luis Meiszner   | 30 200 |
| Racing Club        | Avellaneda            | Juan Domingo Perón                  | 55 389 |
| River Plate        | Buenos Aires          | Monumental Antonio Vespucio Liberti | 61 688 |
| Rosario Central    | Rosario               | Dr. Lisandro de la Torre            | 41 654 |
| San Lorenzo        | Buenos Aires          | Pedro Bidegain                      | 39 494 |
| San Martín (SJ)    | San Juan              | Ingeniero Hilario Sánchez           | 19 000 |
| Sarmiento (J)      | Junín                 | Eva Perón                           | 22 000 |
| Talleres (C)       | Córdoba               | Mario Alberto Kempes                | 57 000 |
| Temperley          | Temperley             | Alfredo Beranger                    | 13 800 |
| Tigre              | Victoria              | José Dellagiovanna                  | 26 282 |
| Unión (SF)         | Santa Fe              | 15 de Abril                         | 22 852 |
| Vélez Sarsfield    | Buenos Aires          | José Amalfitani                     | 45 540 |

## Classifica
| Pos. | Squadra            | Pt | G  | V  | N  | P  | GF | GS | DR  |
| ---- | ------------------ | -- | -- | -- | -- | -- | -- | -- | --- |
| 1.   | Boca Juniors       | 63 | 30 | 18 | 9  | 3  | 62 | 25 | +37 |
| 2.   | River Plate        | 56 | 30 | 16 | 8  | 6  | 51 | 28 | +23 |
| 3.   | Estudiantes (LP)   | 56 | 30 | 16 | 8  | 6  | 46 | 26 | +20 |
| 4.   | Racing Club        | 55 | 30 | 17 | 4  | 9  | 51 | 40 | +11 |
| 5.   | Banfield           | 54 | 30 | 17 | 3  | 10 | 42 | 35 | +7  |
| 6.   | Independiente      | 53 | 30 | 14 | 11 | 5  | 39 | 23 | +16 |
| 7.   | San Lorenzo        | 53 | 30 | 16 | 5  | 9  | 46 | 35 | +11 |
| 8.   | Lanús              | 50 | 30 | 14 | 8  | 8  | 36 | 25 | +11 |
| 9.   | Newell's Old Boys  | 49 | 30 | 14 | 7  | 9  | 40 | 30 | +10 |
| 10.  | Defensa y Justicia | 49 | 30 | 14 | 7  | 9  | 31 | 23 | +8  |
| 11.  | Colón (SF)         | 49 | 30 | 14 | 7  | 9  | 32 | 25 | +7  |
| 12.  | Rosario Central    | 44 | 30 | 11 | 11 | 8  | 40 | 31 | +9  |
| 13.  | Gimnasia (LP)      | 43 | 30 | 12 | 7  | 11 | 26 | 24 | +2  |
| 14.  | Godoy Cruz         | 43 | 30 | 13 | 4  | 13 | 34 | 34 | 0   |
| 15.  | Talleres (C)       | 42 | 30 | 11 | 9  | 10 | 35 | 30 | +5  |
| 16.  | Olimpo             | 38 | 30 | 9  | 11 | 10 | 37 | 32 | +5  |
| 17.  | Atlético Rafaela   | 37 | 30 | 10 | 7  | 13 | 31 | 30 | +1  |
| 18.  | Temperley          | 37 | 30 | 10 | 7  | 13 | 30 | 38 | -8  |
| 19.  | Vélez Sarsfield    | 37 | 30 | 10 | 7  | 13 | 31 | 40 | -9  |
| 20.  | Patronato          | 34 | 30 | 8  | 10 | 12 | 30 | 40 | -10 |
| 21.  | Atl. Tucumán       | 33 | 30 | 8  | 9  | 13 | 34 | 40 | -6  |
| 22.  | San Martín (SJ)    | 33 | 30 | 7  | 12 | 11 | 27 | 40 | -13 |
| 23.  | Unión (SF)         | 32 | 30 | 8  | 8  | 14 | 25 | 39 | -14 |
| 24.  | Tigre              | 31 | 30 | 8  | 7  | 15 | 33 | 43 | -10 |
| 25.  | Huracán            | 29 | 30 | 6  | 11 | 13 | 23 | 30 | -7  |
| 26.  | Sarmiento (J)      | 28 | 30 | 7  | 7  | 16 | 31 | 51 | -20 |
| 27.  | Arsenal Sarandí    | 27 | 30 | 7  | 6  | 17 | 27 | 50 | -23 |
| 28.  | Belgrano           | 26 | 30 | 5  | 11 | 14 | 21 | 34 | -13 |
| 29.  | Quilmes            | 25 | 30 | 6  | 7  | 17 | 18 | 43 | -25 |
| 30.  | Aldosivi           | 25 | 30 | 5  | 10 | 15 | 15 | 40 | -25 |

Note:
Tre punti a vittoria, uno a pareggio, zero a sconfitta.
Le squadre che si posizionano fra la prima e la quinta posizione parteciperanno alla Copa Libertadores 2018.
Le squadre classificatesi fra la sesta e la undicesima posizione avranno diritto di partecipare alla Copa Sudamericana 2018.
In colore rosso le squadre retrocesse.

## Retrocessioni ("Descenso")
Al termine del campionato sono retrocesse in Primera B Nacional le quattro squadre con la peggior media punti (promedio), che si calcola sulla base del punteggio totale ottenuto da ogni squadra nel campionato 2016-2017 sommato al punteggio totale delle precedenti 3 stagioni giocate nella massima categoria argentina, dividendo poi il totale dei punti così ottenuto per il numero di partite disputate in Primera División nel quadriennio.
| Pos. | Squadra            | 2014 | 2015 | 2016 | 2016-17 | PT  | PG | Promedio |
| ---- | ------------------ | ---- | ---- | ---- | ------- | --- | -- | -------- |
| 1.   | Boca Juniors       | 31   | 64   | 20   | 63      | 178 | 95 | 1,873    |
| 2.   | Racing Club        | 41   | 57   | 24   | 55      | 177 | 95 | 1,863    |
| 3.   | San Lorenzo        | 26   | 61   | 34   | 53      | 174 | 95 | 1,831    |
| 4.   | Estudiantes (LP)   | 31   | 51   | 32   | 56      | 170 | 95 | 1,789    |
| 5.   | Independiente      | 33   | 54   | 27   | 53      | 167 | 95 | 1,757    |
| 6.   | Lanús              | 35   | 42   | 38   | 50      | 165 | 95 | 1,736    |
| 7.   | River Plate        | 39   | 49   | 18   | 56      | 162 | 95 | 1,705    |
| 8.   | Rosario Central    | 21   | 59   | 20   | 44      | 144 | 95 | 1,515    |
| 9.   | Banfield           | 20   | 50   | 15   | 54      | 139 | 95 | 1,463    |
| 10.  | Gimnasia (LP)      | 24   | 44   | 25   | 43      | 136 | 95 | 1,431    |
| 11.  | Talleres (C)       | 0    | 0    | 0    | 42      | 42  | 30 | 1,400    |
| 12.  | Atl. Tucumán       | 0    | 0    | 30   | 33      | 63  | 46 | 1,369    |
| 13.  | Newell's Old Boys  | 25   | 40   | 16   | 49      | 130 | 95 | 1,368    |
| 14.  | Godoy Cruz         | 21   | 32   | 33   | 43      | 129 | 95 | 1,357    |
| 15.  | Defensa y Justicia | 20   | 32   | 25   | 49      | 126 | 95 | 1,326    |
| 16.  | Colón (SF)         | 0    | 34   | 17   | 49      | 100 | 76 | 1,315    |
| 17.  | Tigre              | 26   | 46   | 20   | 31      | 123 | 95 | 1,294    |
| 18.  | Unión (SF)         | 0    | 41   | 22   | 32      | 95  | 76 | 1,250    |
| 19.  | Belgrano           | 25   | 51   | 16   | 26      | 118 | 95 | 1,242    |
| 20.  | San Martín (SJ)    | 0    | 37   | 23   | 33      | 93  | 76 | 1,223    |
| 21.  | Vélez Sarsfield    | 25   | 29   | 24   | 37      | 115 | 95 | 1,210    |
| 22.  | Patronato          | 0    | 0    | 20   | 34      | 54  | 46 | 1,173    |
| 23.  | Arsenal Sarandí    | 26   | 26   | 27   | 27      | 107 | 95 | 1,126    |
| 24.  | Olimpo             | 19   | 36   | 13   | 38      | 106 | 95 | 1,115    |
| 25.  | Huracán            | 0    | 30   | 25   | 29      | 84  | 76 | 1,105    |
| 26.  | Temperley          | 0    | 30   | 16   | 37      | 83  | 76 | 1,092    |
| 27.  | Aldosivi           | 0    | 40   | 17   | 25      | 82  | 76 | 1,078    |
| 28.  | Quilmes            | 12   | 45   | 15   | 25      | 97  | 95 | 1,021    |
| 29.  | Atlético Rafaela   | 25   | 23   | 9    | 37      | 94  | 95 | 0,989    |
| 30.  | Sarmiento (J)      | 0    | 30   | 17   | 28      | 75  | 76 | 0,986    |

## Calendario e risultati
Gli orari fanno riferimento al fuso orario dell'Argentina (UTC-3).
| 1ª giornata | 1ª giornata | 1ª giornata | 1ª giornata | 1ª giornata | | 2ª giornata | 2ª giornata | 2ª giornata | 2ª giornata | 2ª giornata |
| Locali | R | Ospiti | Ora | Giorno | Locali | R | Ospiti | Ora | Giorno |             |
| --- | --- | --- | --- | --- | --- | --- | --- | --- | --- | ----------- |
| Sarmiento | 1 - 0 | Arsenal Sarandi | 19.00 | 26 ago. 2016 | Patronato | 0 - 1 | Gimnasia La Plata | 19.00 | 9 set. 2016 |             |
| Godoy Cruz | 1 - 0 | Huracan | 21.15 | 26 ago. 2016 | Huracan | 1 - 1 | Quilmes | 21.15 | 9 set. 2016 |             |
| Gimnasia La Plata | 2 - 0 | Velez Sarsfield | 14.00 | 27 ago. 2016 | Olimpo | 0 - 0 | Lanus | 14.00 | 10 set. 2016 |             |
| Rosario Central | 0 - 0 | Defensa y Justicia | 16.00 | 27 ago. 2016 | Banfield | 0 - 0 | Colon Santa Fe | 14.45 | 10 set. 2016 |             |
| Racing Club | 1 - 1 | Talleres | 18.00 | 27 ago. 2016 | San Martin San Juan | 0 - 2 | Racing Club | 16.00 | 10 set. 2016 |             |
| Atletico Tucuman | 1 - 0 | Atletico Rafaela | 19.00 | 27 ago. 2016 | Union Santa Fe | 0 - 0 | Aldosivi | 17.00 | 10 set. 2016 |             |
| San Lorenzo | 2 - 2 | San Martin San Juan | 20.00 | 27 ago. 2016 | Defensa y Justicia | 0 - 2 | San Lorenzo | 18.00 | 10 set. 2016 |             |
| Tigre | 0 - 3 | Estudiantes La Plata | 14.00 | 28 ago. 2016 | Independiente | 2 - 0 | Godoy Cruz | 20.00 | 10 set. 2016 |             |
| Quilmes | 0 - 1 | Newell's Old Boys | 14.10 | 28 ago. 2016 | Newell's Old Boys | 1 - 0 | Tigre | 14.00 | 11 set. 2016 |             |
| Belgrano | 0 - 1 | Independiente | 16.00 | 28 ago. 2016 | Velez Sarsfield | 2 - 0 | Rosario Central | 16.00 | 11 set. 2016 |             |
| Union Santa Fe | 1 - 0 | Olimpo | 16.15 | 28 ago. 2016 | Estudiantes La Plata | 1 - 0 | Sarmiento | 16.15 | 11 set. 2016 |             |
| River Plate | 4 - 1 | Banfield | 18.00 | 28 ago. 2016 | Boca Juniors | 3 - 0 | Belgrano | 18.00 | 11 set. 2016 |             |
| Lanus | 1 - 0 | Boca Juniors | 20.00 | 28 ago. 2016 | Talleres | 0 - 1 | River Plate | 20.00 | 11 set. 2016 |             |
| Aldosivi | 0 - 2 | Colon Santa Fe | 19.00 | 29 ago. 2016 | Arsenal Sarandi | 1 - 3 | Atletico Tucuman | 19.00 | 12 set. 2016 |             |
| Temperley | 1 - 0 | Patronato | 21.15 | 29 ago. 2016 | Atletico Rafaela | 1 - 0 | Temperley | 21.15 | 12 set. 2016 |             |
| 26 reti in 15 partite (media 1.73) Reti in casa: 15 ♦ Reti in trasferta: 11 Vittorie in casa: 8 ♦ Pareggi: 3 ♦ Vittorie in trasferta: 4 | 26 reti in 15 partite (media 1.73) Reti in casa: 15 ♦ Reti in trasferta: 11 Vittorie in casa: 8 ♦ Pareggi: 3 ♦ Vittorie in trasferta: 4 | 26 reti in 15 partite (media 1.73) Reti in casa: 15 ♦ Reti in trasferta: 11 Vittorie in casa: 8 ♦ Pareggi: 3 ♦ Vittorie in trasferta: 4 | 26 reti in 15 partite (media 1.73) Reti in casa: 15 ♦ Reti in trasferta: 11 Vittorie in casa: 8 ♦ Pareggi: 3 ♦ Vittorie in trasferta: 4 | 26 reti in 15 partite (media 1.73) Reti in casa: 15 ♦ Reti in trasferta: 11 Vittorie in casa: 8 ♦ Pareggi: 3 ♦ Vittorie in trasferta: 4 | 22 reti in 15 partite (media 1.47) Reti in casa: 12 ♦ Reti in trasferta: 10 Vittorie in casa: 6 ♦ Pareggi: 4 ♦ Vittorie in trasferta: 5 | 22 reti in 15 partite (media 1.47) Reti in casa: 12 ♦ Reti in trasferta: 10 Vittorie in casa: 6 ♦ Pareggi: 4 ♦ Vittorie in trasferta: 5 | 22 reti in 15 partite (media 1.47) Reti in casa: 12 ♦ Reti in trasferta: 10 Vittorie in casa: 6 ♦ Pareggi: 4 ♦ Vittorie in trasferta: 5 | 22 reti in 15 partite (media 1.47) Reti in casa: 12 ♦ Reti in trasferta: 10 Vittorie in casa: 6 ♦ Pareggi: 4 ♦ Vittorie in trasferta: 5 | 22 reti in 15 partite (media 1.47) Reti in casa: 12 ♦ Reti in trasferta: 10 Vittorie in casa: 6 ♦ Pareggi: 4 ♦ Vittorie in trasferta: 5 |             |

| 3ª giornata | 3ª giornata | 3ª giornata | 3ª giornata | 3ª giornata | | 4ª giornata | 4ª giornata | 4ª giornata | 4ª giornata | 4ª giornata |
| Locali | R | Ospiti | Ora | Giorno | Locali | R | Ospiti | Ora | Giorno |             |
| --- | --- | --- | --- | --- | --- | --- | --- | --- | --- | ----------- |
| Colon Santa Fe | 1 - 0 | Talleres | 21:15 | 16 set. 2016 | Olimpo | 3 - 0 | Godoy Cruz | 21:15 | 23 set. 2016 |             |
| Lanus | 0 - 1 | Union Santa Fe | 14:00 | 17 set. 2016 | Newell's Old Boys | 3 - 1 | Atletico Tucuman | 14:00 | 24 set. 2016 |             |
| San Lorenzo | 2 - 1 | Velez Sarsfield | 16:00 | 17 set. 2016 | Atletico Rafaela | 0 - 0 | Rosario Central | 16:00 | 24 set. 2016 |             |
| Rosario Central | 2 - 1 | Patronato | 16:15 | 17 set. 2016 | Velez Sarsfield | 0 - 3 | Racing Club | 18:00 | 24 set. 2016 |             |
| Aldosivi | 1 - 3 | Banfield | 17:00 | 17 set. 2016 | Independiente | 1 - 1 | Tigre | 20:00 | 24 set. 2016 |             |
| Quilmes | 1 - 1 | Independiente | 18:00 | 17 set. 2016 | Huracan | 0 - 0 | Sarmiento | 20:15 | 24 set. 2016 |             |
| Sarmiento | 1 - 1 | Newell's Old Boys | 20:15 | 17 set. 2016 | Estudiantes La Plata | 3 - 0 | Temperley | 14:00 | 25 set. 2016 |             |
| Atletico Tucuman | 0 - 2 | Estudiantes La Plata | 14:00 | 18 set. 2016 | Union Santa Fe | 0 - 2 | Belgrano | 15:00 | 25 set. 2016 |             |
| Temperley | 1 - 1 | Arsenal Sarandi | 14:15 | 18 set. 2016 | Talleres | 0 - 0 | Banfield | 15:45 | 25 set. 2016 |             |
| Godoy Cruz | 1 - 1 | Boca Juniors | 16:00 | 18 set. 2016 | Patronato | 1 - 1 | San Lorenzo | 16:00 | 25 set. 2016 |             |
| Belgrano | 0 - 0 | Olimpo | 16:00 | 18 set. 2016 | Boca Juniors | 4 - 1 | Quilmes | 18:00 | 25 set. 2016 |             |
| River Plate | 1 - 1 | San Martin San Juan | 18:00 | 18 set. 2016 | Lanus | 0 - 0 | Aldosivi | 18:00 | 25 set. 2016 |             |
| Racing Club | 1 - 1 | Defensa y Justicia | 20:00 | 18 set. 2016 | Defensa y Justicia | 3 - 3 | River Plate | 20:00 | 25 set. 2016 |             |
| Tigre | 1 - 1 | Huracan | 19:00 | 19 set. 2016 | Arsenal Sarandi | 2 - 2 | Gimnasia La Plata | 19:00 | 26 set. 2016 |             |
| Gimnasia La Plata | 0 - 1 | Atletico Rafaela | 21:15 | 19 set. 2016 | San Martin San Juan | 0 - 0 | Colon Santa Fe | 21:15 | 26 set. 2016 |             |
| 29 reti in 15 partite (media 1.93) Reti in casa: 13 ♦ Reti in trasferta: 16 Vittorie in casa: 3 ♦ Pareggi: 8 ♦ Vittorie in trasferta: 4 | 29 reti in 15 partite (media 1.93) Reti in casa: 13 ♦ Reti in trasferta: 16 Vittorie in casa: 3 ♦ Pareggi: 8 ♦ Vittorie in trasferta: 4 | 29 reti in 15 partite (media 1.93) Reti in casa: 13 ♦ Reti in trasferta: 16 Vittorie in casa: 3 ♦ Pareggi: 8 ♦ Vittorie in trasferta: 4 | 29 reti in 15 partite (media 1.93) Reti in casa: 13 ♦ Reti in trasferta: 16 Vittorie in casa: 3 ♦ Pareggi: 8 ♦ Vittorie in trasferta: 4 | 29 reti in 15 partite (media 1.93) Reti in casa: 13 ♦ Reti in trasferta: 16 Vittorie in casa: 3 ♦ Pareggi: 8 ♦ Vittorie in trasferta: 4 | 34 reti in 15 partite (media 2.27) Reti in casa: 20 ♦ Reti in trasferta: 14 Vittorie in casa: 4 ♦ Pareggi: 9 ♦ Vittorie in trasferta: 2 | 34 reti in 15 partite (media 2.27) Reti in casa: 20 ♦ Reti in trasferta: 14 Vittorie in casa: 4 ♦ Pareggi: 9 ♦ Vittorie in trasferta: 2 | 34 reti in 15 partite (media 2.27) Reti in casa: 20 ♦ Reti in trasferta: 14 Vittorie in casa: 4 ♦ Pareggi: 9 ♦ Vittorie in trasferta: 2 | 34 reti in 15 partite (media 2.27) Reti in casa: 20 ♦ Reti in trasferta: 14 Vittorie in casa: 4 ♦ Pareggi: 9 ♦ Vittorie in trasferta: 2 | 34 reti in 15 partite (media 2.27) Reti in casa: 20 ♦ Reti in trasferta: 14 Vittorie in casa: 4 ♦ Pareggi: 9 ♦ Vittorie in trasferta: 2 |             |

| 5ª giornata | 5ª giornata | 5ª giornata | 5ª giornata | 5ª giornata | | 6ª giornata | 6ª giornata | 6ª giornata | 6ª giornata | 6ª giornata |
| Locali | R | Ospiti | Ora | Giorno | Locali | R | Ospiti | Ora | Giorno |             |
| --- | --- | --- | --- | --- | --- | --- | --- | --- | --- | ----------- |
| Quilmes | 2 - 1 | Olimpo | 19:00 | 30 set. 2016 | Belgrano | 0 - 0 | Aldosivi | 19:00 | 14 ott. 2016 |             |
| Godoy Cruz | 2 - 1 | Union Santa Fe | 21:00 | 30 set. 2016 | Defensa y Justicia | 1 - 0 | Banfield | 21:15 | 14 ott. 2016 |             |
| Rosario Central | 5 - 0 | Arsenal Sarandi | 14:00 | 1 ott. 2016 | Velez Sarsfield | 2 - 1 | Colon Santa Fe | 14:00 | 15 ott. 2016 |             |
| Aldosivi | 2 - 1 | Talleres | 14:30 | 1 ott. 2016 | Atletico Rafaela | 3 - 2 | Racing Club | 16:00 | 15 ott. 2016 |             |
| Temperley | 0 - 0 | Newell's Old Boys | 16:45 | 1 ott. 2016 | Huracan | 1 - 2 | Temperley | 16:00 | 15 ott. 2016 |             |
| Racing Club | 2 - 0 | Patronato | 18:00 | 1 ott. 2016 | Estudiantes La Plata | 3 - 2 | Rosario Central | 18:00 | 15 ott. 2016 |             |
| River Plate | 3 - 0 | Velez Sarsfield | 20:00 | 1 ott. 2016 | San Martin San Juan | 1 - 3 | Talleres | 18:15 | 15 ott. 2016 |             |
| San Lorenzo | 2 - 1 | Atletico Rafaela | 14:00 | 2 ott. 2016 | Independiente | 0 - 2 | Atletico Tucuman | 20:00 | 15 ott. 2016 |             |
| Belgrano | 1 - 1 | Lanus | 14:15 | 2 ott. 2016 | Lanus | 3 - 0 | Godoy Cruz | 14:00 | 16 ott. 2016 |             |
| Banfield | 3 - 2 | San Martin San Juan | 14:30 | 2 ott. 2016 | Boca Juniors | 2 - 0 | Sarmiento | 16:00 | 16 ott. 2016 |             |
| Gimnasia La Plata | 0 - 0 | Estudiantes La Plata | 16:00 | 2 ott. 2016 | Olimpo | 1 - 4 | Tigre | 16:00 | 16 ott. 2016 |             |
| Sarmiento | 0 - 1 | Independiente | 18:00 | 2 ott. 2016 | Newell's Old Boys | 1 - 0 | Gimnasia La Plata | 16:15 | 16 ott. 2016 |             |
| Colon Santa Fe | 1 - 0 | Defensa y Justicia | 18:45 | 2 ott. 2016 | Arsenal Sarandi | 1 - 3 | San Lorenzo | 18:00 | 16 ott. 2016 |             |
| Tigre | 1 - 1 | Boca Juniors | 20:00 | 2 ott. 2016 | Patronato | 2 - 1 | River Plate | 20:00 | 16 ott. 2016 |             |
| Atletico Tucuman | 0 - 2 | Huracan | 21:00 | 3 ott. 2016 | Union Santa Fe | 1 - 1 | Quilmes | 21:00 | 17 ott. 2016 |             |
| 35 reti in 15 partite (media 2.33) Reti in casa: 24 ♦ Reti in trasferta: 11 Vittorie in casa: 9 ♦ Pareggi: 4 ♦ Vittorie in trasferta: 2 | 35 reti in 15 partite (media 2.33) Reti in casa: 24 ♦ Reti in trasferta: 11 Vittorie in casa: 9 ♦ Pareggi: 4 ♦ Vittorie in trasferta: 2 | 35 reti in 15 partite (media 2.33) Reti in casa: 24 ♦ Reti in trasferta: 11 Vittorie in casa: 9 ♦ Pareggi: 4 ♦ Vittorie in trasferta: 2 | 35 reti in 15 partite (media 2.33) Reti in casa: 24 ♦ Reti in trasferta: 11 Vittorie in casa: 9 ♦ Pareggi: 4 ♦ Vittorie in trasferta: 2 | 35 reti in 15 partite (media 2.33) Reti in casa: 24 ♦ Reti in trasferta: 11 Vittorie in casa: 9 ♦ Pareggi: 4 ♦ Vittorie in trasferta: 2 | 43 reti in 15 partite (media 2.87) Reti in casa: 22 ♦ Reti in trasferta: 21 Vittorie in casa: 8 ♦ Pareggi: 2 ♦ Vittorie in trasferta: 5 | 43 reti in 15 partite (media 2.87) Reti in casa: 22 ♦ Reti in trasferta: 21 Vittorie in casa: 8 ♦ Pareggi: 2 ♦ Vittorie in trasferta: 5 | 43 reti in 15 partite (media 2.87) Reti in casa: 22 ♦ Reti in trasferta: 21 Vittorie in casa: 8 ♦ Pareggi: 2 ♦ Vittorie in trasferta: 5 | 43 reti in 15 partite (media 2.87) Reti in casa: 22 ♦ Reti in trasferta: 21 Vittorie in casa: 8 ♦ Pareggi: 2 ♦ Vittorie in trasferta: 5 | 43 reti in 15 partite (media 2.87) Reti in casa: 22 ♦ Reti in trasferta: 21 Vittorie in casa: 8 ♦ Pareggi: 2 ♦ Vittorie in trasferta: 5 |             |

| 7ª giornata | 7ª giornata | 7ª giornata | 7ª giornata | 7ª giornata | | 8ª giornata | 8ª giornata | 8ª giornata | 8ª giornata | 8ª giornata |
| Locali | R | Ospiti | Ora | Giorno | Locali | R | Ospiti | Giorno | Ora |             |
| Sarmiento | 1 - 1 | Olimpo | 19:00 | 21 ott. 2016 | Olimpo | 2 - 1 | Atletico Tucuman | 19:00 | 28 ott. 2016 |             |
| Talleres | 2 - 0 | Defensa y Justicia | 21:15 | 21 ott. 2016 | Patronato | 2 - 0 | Banfield | 21:15 | 28 ott. 2016 |             |
| Quilmes | 1 - 0 | Lanus | 14:00 | 22 ott. 2016 | Velez Sarsfield | 0 - 2 | Talleres | 14:00 | 29 ott. 2016 |             |
| Godoy Cruz | 2 - 0 | Belgrano | 15:15 | 22 ott. 2016 | Belgrano | 0 - 0 | Quilmes | 16:00 | 29 ott. 2016 |             |
| Temperley | 0 - 1 | Independiente | 16:00 | 22 ott. 2016 | Boca Juniors | 4 - 0 | Temperley | 16:00 | 29 ott. 2016 |             |
| Colon Santa Fe | 0 - 1 | Patronato | 17:30 | 22 ott. 2016 | Independiente | 0 - 0 | Gimnasia La Plata | 18:00 | 29 ott. 2016 |             |
| Racing Club | 1 - 0 | Arsenal Sarandi | 18:00 | 22 ott. 2016 | Huracan | 1 - 1 | Rosario Central | 18:15 | 29 ott. 2016 |             |
| River Plate | 1 - 0 | Atletico Rafaela | 20:00 | 22 ott. 2016 | Estudiantes La Plata | 2 - 1 | Racing Club | 20:00 | 29 ott. 2016 |             |
| Gimnasia La Plata | 1 - 0 | Huracan | 14:00 | 23 ott. 2016 | Lanus | 1 - 1 | Tigre | 14:00 | 30 ott. 2016 |             |
| Tigre | 3 - 1 | Union Santa Fe | 16:00 | 23 ott. 2016 | Godoy Cruz | 3 - 1 | Aldosivi | 15:00 | 30 ott. 2016 |             |
| Rosario Central | 0 - 1 | Newell's Old Boys | 16:00 | 23 ott. 2016 | Newell's Old Boys | 2 - 2 | San Lorenzo | 16:00 | 30 ott. 2016 |             |
| Banfield | 1 - 0 | Velez Sarsfield | 16:00 | 23 ott. 2016 | Atletico Rafaela | 0 - 2 | Colon Santa Fe | 18:00 | 30 ott. 2016 |             |
| San Lorenzo | 1 - 2 | Estudiantes La Plata | 18:00 | 23 ott. 2016 | Arsenal Sarandi | 2 - 2 | River Plate | 20:00 | 30 ott. 2016 |             |
| Atletico Tucuman | 2 - 2 | Boca Juniors | 20:00 | 23 ott. 2016 | Defensa y Justicia | 0 - 0 | San Martin San Juan | 19:00 | 1 nov. 2016 |             |
| Aldosivi | 1 - 2 | San Martin San Juan | 21:00 | 24 ott. 2016 | Union Santa Fe | 1 - 0 | Sarmiento | 21:15 | 1 nov. 2016 |             |
| 28 reti in 15 partite (media 1.87) Reti in casa: 17 ♦ Reti in trasferta: 11 Vittorie in casa: 8 ♦ Pareggi: 2 ♦ Vittorie in trasferta: 5 | 28 reti in 15 partite (media 1.87) Reti in casa: 17 ♦ Reti in trasferta: 11 Vittorie in casa: 8 ♦ Pareggi: 2 ♦ Vittorie in trasferta: 5 | 28 reti in 15 partite (media 1.87) Reti in casa: 17 ♦ Reti in trasferta: 11 Vittorie in casa: 8 ♦ Pareggi: 2 ♦ Vittorie in trasferta: 5 | 28 reti in 15 partite (media 1.87) Reti in casa: 17 ♦ Reti in trasferta: 11 Vittorie in casa: 8 ♦ Pareggi: 2 ♦ Vittorie in trasferta: 5 | 28 reti in 15 partite (media 1.87) Reti in casa: 17 ♦ Reti in trasferta: 11 Vittorie in casa: 8 ♦ Pareggi: 2 ♦ Vittorie in trasferta: 5 | 33 reti in 15 partite (media 2.20) Reti in casa: 20 ♦ Reti in trasferta: 13 Vittorie in casa: 6 ♦ Pareggi: 7 ♦ Vittorie in trasferta: 2 | 33 reti in 15 partite (media 2.20) Reti in casa: 20 ♦ Reti in trasferta: 13 Vittorie in casa: 6 ♦ Pareggi: 7 ♦ Vittorie in trasferta: 2 | 33 reti in 15 partite (media 2.20) Reti in casa: 20 ♦ Reti in trasferta: 13 Vittorie in casa: 6 ♦ Pareggi: 7 ♦ Vittorie in trasferta: 2 | 33 reti in 15 partite (media 2.20) Reti in casa: 20 ♦ Reti in trasferta: 13 Vittorie in casa: 6 ♦ Pareggi: 7 ♦ Vittorie in trasferta: 2 | 33 reti in 15 partite (media 2.20) Reti in casa: 20 ♦ Reti in trasferta: 13 Vittorie in casa: 6 ♦ Pareggi: 7 ♦ Vittorie in trasferta: 2 |             |

| 9ª giornata | 9ª giornata | 9ª giornata | 9ª giornata | 9ª giornata | | 10ª giornata | 10ª giornata | 10ª giornata | 10ª giornata | 10ª giornata |
| Locali | R | Ospiti | Ora | Giorno | Locali | R | Ospiti | Ora | Giorno |              |
| --- | --- | --- | --- | --- | --- | --- | --- | --- | --- | ------------ |
| Temperley | 0 - 0 | Olimpo | 21:15 | 4 nov. 2016 | Velez Sarsfield | 2 - 1 | Defensa y Justicia | 16:00 | 13 nov. 2016 |              |
| Quilmes | 1 - 0 | Godoy Cruz | 14:00 | 5 nov. 2016 | Arsenal Sarandi | 1 - 3 | Banfield | 21:15 | 18 nov. 2016 |              |
| Sarmiento | 1 - 2 | Lanus | 16:00 | 5 nov. 2016 | Estudiantes La Plata | 1 - 0 | Colon Santa Fe | 17:00 | 19 nov. 2016 |              |
| Colon Santa Fe | 1 - 0 | Arsenal Sarandi | 17:00 | 5 nov. 2016 | Godoy Cruz | 2 - 1 | Tigre | 18:00 | 19 nov. 2016 |              |
| Racing Club | 2 - 1 | Newell's Old Boys | 18:15 | 5 nov. 2016 | Lanus | 1 - 0 | Atletico Tucuman | 18:00 | 19 nov. 2016 |              |
| San Martin San Juan | 2 - 0 | Velez Sarsfield | 19:15 | 5 nov. 2016 | Union Santa Fe | 2 - 1 | Temperley | 18:00 | 19 nov. 2016 |              |
| River Plate | 1 - 1 | Estudiantes La Plata | 20:00 | 5 nov. 2016 | Huracan | 1 - 1 | Racing Club | 20:00 | 19 nov. 2016 |              |
| Banfield | 1 - 1 | Atletico Rafaela | 14:00 | 6 nov. 2016 | Independiente | 1 - 2 | San Lorenzo | 17:00 | 20 nov. 2016 |              |
| Tigre | 2 - 1 | Belgrano | 16:00 | 6 nov. 2016 | Belgrano | 1 - 2 | Sarmiento | 17:00 | 20 nov. 2016 |              |
| San Lorenzo | 2 - 0 | Huracan | 16:00 | 6 nov. 2016 | Quilmes | 1 - 0 | Aldosivi | 17:00 | 20 nov. 2016 |              |
| Talleres | 1 - 0 | Patronato | 18:00 | 6 nov. 2016 | Boca Juniors | 1 - 1 | Rosario Central | 18:30 | 20 nov. 2016 |              |
| Rosario Central | 0 - 0 | Independiente | 18:15 | 6 nov. 2016 | Atletico Rafaela | 0 - 1 | Talleres | 19:15 | 20 nov. 2016 |              |
| Gimnasia La Plata | 0 - 3 | Boca Juniors | 20:00 | 6 nov. 2016 | Newell's Old Boys | 1 - 0 | River Plate | 20:00 | 20 nov. 2016 |              |
| Aldosivi | 0 - 0 | Defensa y Justicia | 19:00 | 7 nov. 2016 | Olimpo | 0 - 0 | Gimnasia La Plata | 19:00 | 21 nov. 2016 |              |
| Atletico Tucuman | 1 - 1 | Union Santa Fe | 21:15 | 8 nov. 2016 | Patronato | 3 - 0 | San Martin San Juan | 21:15 | 21 nov. 2016 |              |
| 25 reti in 15 partite (media 1.67) Reti in casa: 15 ♦ Reti in trasferta: 10 Vittorie in casa: 7 ♦ Pareggi: 6 ♦ Vittorie in trasferta: 2 | 25 reti in 15 partite (media 1.67) Reti in casa: 15 ♦ Reti in trasferta: 10 Vittorie in casa: 7 ♦ Pareggi: 6 ♦ Vittorie in trasferta: 2 | 25 reti in 15 partite (media 1.67) Reti in casa: 15 ♦ Reti in trasferta: 10 Vittorie in casa: 7 ♦ Pareggi: 6 ♦ Vittorie in trasferta: 2 | 25 reti in 15 partite (media 1.67) Reti in casa: 15 ♦ Reti in trasferta: 10 Vittorie in casa: 7 ♦ Pareggi: 6 ♦ Vittorie in trasferta: 2 | 25 reti in 15 partite (media 1.67) Reti in casa: 15 ♦ Reti in trasferta: 10 Vittorie in casa: 7 ♦ Pareggi: 6 ♦ Vittorie in trasferta: 2 | 31 reti in 15 partite (media 2.07) Reti in casa: 18 ♦ Reti in trasferta: 13 Vittorie in casa: 8 ♦ Pareggi: 3 ♦ Vittorie in trasferta: 4 | 31 reti in 15 partite (media 2.07) Reti in casa: 18 ♦ Reti in trasferta: 13 Vittorie in casa: 8 ♦ Pareggi: 3 ♦ Vittorie in trasferta: 4 | 31 reti in 15 partite (media 2.07) Reti in casa: 18 ♦ Reti in trasferta: 13 Vittorie in casa: 8 ♦ Pareggi: 3 ♦ Vittorie in trasferta: 4 | 31 reti in 15 partite (media 2.07) Reti in casa: 18 ♦ Reti in trasferta: 13 Vittorie in casa: 8 ♦ Pareggi: 3 ♦ Vittorie in trasferta: 4 | 31 reti in 15 partite (media 2.07) Reti in casa: 18 ♦ Reti in trasferta: 13 Vittorie in casa: 8 ♦ Pareggi: 3 ♦ Vittorie in trasferta: 4 |              |

| 11ª giornata | 11ª giornata | 11ª giornata | 11ª giornata | 11ª giornata | | 12ª giornata | 12ª giornata | 12ª giornata | 12ª giornata | 12ª giornata |
| Locali | R | Ospiti | Ora | Giorno | Locali | R | Ospiti | Ora | Giorno |              |
| --- | --- | --- | --- | --- | --- | --- | --- | --- | --- | ------------ |
| Temperley | 1 - 3 | Lanus | 19:00 | 25 nov. 2016 | Quilmes | 1 - 3 | Sarmiento | 21:15 | 2 dic. 2016 |              |
| Talleres | 0 - 0 | Arsenal Sarandi | 21:15 | 25 nov. 2016 | Huracan | 1 - 3 | Colon Santa Fe | 17:00 | 3 dic. 2016 |              |
| Tigre | 3 - 0 | Quilmes | 17:00 | 26 nov. 2016 | Newell's Old Boys | 0 - 2 | Banfield | 17:45 | 3 dic. 2016 |              |
| Colon Santa Fe | 1 - 2 | Newell's Old Boys | 17:00 | 26 nov. 2016 | Tigre | 1 - 1 | Aldosivi | 18:00 | 3 dic. 2016 |              |
| Banfield | 3 - 2 | Estudiantes La Plata | 18:30 | 26 nov. 2016 | Atletico Rafaela | 0 - 1 | Defensa y Justicia | 18:00 | 3 dic. 2016 |              |
| Atletico Tucuman | 0 - 0 | Belgrano | 20:00 | 26 nov. 2016 | Godoy Cruz | 1 - 2 | Atletico Tucuman | 20:00 | 3 dic. 2016 |              |
| Rosario Central | 1 - 1 | Olimpo | 20:00 | 26 nov. 2016 | Olimpo | 1 - 2 | San Lorenzo | 20:00 | 3 dic. 2016 |              |
| Aldosivi | 0 - 0 | Velez Sarsfield | 17:00 | 27 nov. 2016 | Estudiantes La Plata | 0 - 0 | Talleres | 17:00 | 4 dic. 2016 |              |
| River Plate | 1 - 0 | Huracan | 17:00 | 27 nov. 2016 | Union Santa Fe | 2 - 0 | Rosario Central | 17:00 | 4 dic. 2016 |              |
| Sarmiento | 2 - 2 | Godoy Cruz | 18:00 | 27 nov. 2016 | Patronato | 0 - 0 | Velez Sarsfield | 18:00 | 4 dic. 2016 |              |
| San Lorenzo | 1 - 2 | Boca Juniors | 18:30 | 27 nov. 2016 | Boca Juniors | 4 - 2 | Racing Club | 18:15 | 4 dic. 2016 |              |
| Racing Club | 3 - 0 | Independiente | 20:00 | 27 nov. 2016 | Belgrano | 0 - 0 | Temperley | 19:15 | 4 dic. 2016 |              |
| Defensa y Justicia | 1 - 2 | Patronato | 17:00 | 28 nov. 2016 | Independiente | 1 - 0 | River Plate | 20:00 | 4 dic. 2016 |              |
| Gimnasia La Plata | 1 - 1 | Union Santa Fe | 19:10 | 28 nov. 2016 | Arsenal Sarandi | 0 - 0 | San Martin San Juan | 19:00 | 5 dic. 2016 |              |
| San Martin San Juan | 0 - 3 | Atletico Rafaela | 21:15 | 28 nov. 2016 | Lanus | 1 - 0 | Gimnasia La Plata | 21:15 | 5 dic. 2016 |              |
| 36 reti in 15 partite (media 2.40) Reti in casa: 18 ♦ Reti in trasferta: 18 Vittorie in casa: 4 ♦ Pareggi: 6 ♦ Vittorie in trasferta: 5 | 36 reti in 15 partite (media 2.40) Reti in casa: 18 ♦ Reti in trasferta: 18 Vittorie in casa: 4 ♦ Pareggi: 6 ♦ Vittorie in trasferta: 5 | 36 reti in 15 partite (media 2.40) Reti in casa: 18 ♦ Reti in trasferta: 18 Vittorie in casa: 4 ♦ Pareggi: 6 ♦ Vittorie in trasferta: 5 | 36 reti in 15 partite (media 2.40) Reti in casa: 18 ♦ Reti in trasferta: 18 Vittorie in casa: 4 ♦ Pareggi: 6 ♦ Vittorie in trasferta: 5 | 36 reti in 15 partite (media 2.40) Reti in casa: 18 ♦ Reti in trasferta: 18 Vittorie in casa: 4 ♦ Pareggi: 6 ♦ Vittorie in trasferta: 5 | 29 reti in 15 partite (media 1.93) Reti in casa: 13 ♦ Reti in trasferta: 16 Vittorie in casa: 4 ♦ Pareggi: 5 ♦ Vittorie in trasferta: 6 | 29 reti in 15 partite (media 1.93) Reti in casa: 13 ♦ Reti in trasferta: 16 Vittorie in casa: 4 ♦ Pareggi: 5 ♦ Vittorie in trasferta: 6 | 29 reti in 15 partite (media 1.93) Reti in casa: 13 ♦ Reti in trasferta: 16 Vittorie in casa: 4 ♦ Pareggi: 5 ♦ Vittorie in trasferta: 6 | 29 reti in 15 partite (media 1.93) Reti in casa: 13 ♦ Reti in trasferta: 16 Vittorie in casa: 4 ♦ Pareggi: 5 ♦ Vittorie in trasferta: 6 | 29 reti in 15 partite (media 1.93) Reti in casa: 13 ♦ Reti in trasferta: 16 Vittorie in casa: 4 ♦ Pareggi: 5 ♦ Vittorie in trasferta: 6 |              |

| 13ª giornata | 13ª giornata | 13ª giornata | 13ª giornata | 13ª giornata | | 14ª giornata | 14ª giornata | 14ª giornata | 14ª giornata | 14ª giornata |
| Locali | R | Ospiti | Ora | Giorno | Locali | R | Ospiti | Ora | Giorno |              |
| --- | --- | --- | --- | --- | --- | --- | --- | --- | --- | ------------ |
| Aldosivi | 1 - 1 | Patronato | 17:00 | 9 dic. 2016 | Huracan | 1 - 0 | Talleres | 19:00 | 16 dic. 2016 |              |
| Sarmiento | 2 - 0 | Tigre | 19:10 | 9 dic. 2016 | Godoy Cruz | 0 - 3 | Gimnasia La Plata | 21:15 | 16 dic. 2016 |              |
| Temperley | 1 - 0 | Godoy Cruz | 21:15 | 9 dic. 2016 | Sarmiento | 0 - 2 | Aldosivi | 17:00 | 17 dic. 2016 |              |
| Talleres | 1 - 1 | Newell's Old Boys | 17:00 | 10 dic. 2016 | Estudiantes La Plata | 1 - 2 | Defensa y Justicia | 17:00 | 17 dic. 2016 |              |
| San Lorenzo | 3 - 2 | Union Santa Fe | 17:00 | 10 dic. 2016 | Union Santa Fe | 1 - 0 | Racing Club | 18:15 | 17 dic. 2016 |              |
| Velez Sarsfield | 2 - 0 | Atletico Rafaela | 17:00 | 10 dic. 2016 | Atletico Rafaela | 3 - 0 | Patronato | 19:30 | 17 dic. 2016 |              |
| Gimnasia La Plata | 1 - 1 | Belgrano | 19:15 | 10 dic. 2016 | Independiente | 0 - 1 | Banfield | 20:00 | 17 dic. 2016 |              |
| Racing Club | 0 - 2 | Olimpo | 20:00 | 10 dic. 2016 | Lanus | 2 - 2 | San Lorenzo | 17:00 | 18 dic. 2016 |              |
| River Plate | 2 - 4 | Boca Juniors | 17:00 | 11 dic. 2016 | Belgrano | 0 - 2 | Rosario Central | 17:00 | 18 dic. 2016 |              |
| Colon Santa Fe | 0 - 2 | Independiente | 19:00 | 11 dic. 2016 | Arsenal Sarandi | 2 - 1 | Velez Sarsfield | 18:00 | 18 dic. 2016 |              |
| Banfield | 1 - 0 | Huracan | 19:00 | 11 dic. 2016 | Boca Juniors | 4 - 1 | Colon Santa Fe | 18:30 | 18 dic. 2016 |              |
| San Martin San Juan | 3 - 2 | Estudiantes La Plata | 19:00 | 11 dic. 2016 | Newell's Old Boys | 6 - 1 | San Martin San Juan | 19:30 | 18 dic. 2016 |              |
| Rosario Central | 1 - 2 | Lanus | 20:00 | 11 dic. 2016 | Olimpo | 1 - 2 | River Plate | 20:00 | 18 dic. 2016 |              |
| Atletico Tucuman | 3 - 0 | Quilmes | 21:15 | 11 dic. 2016 | Quilmes | 1 - 0 | Temperley | 19:00 | 19 dic. 2016 |              |
| Defensa y Justicia | 2 - 0 | Arsenal Sarandi | 21:15 | 12 dic. 2016 | Tigre | 0 - 0 | Atletico Tucuman | 21:15 | 19 dic. 2016 |              |
| 40 reti in 15 partite (media 2.67) Reti in casa: 23 ♦ Reti in trasferta: 17 Vittorie in casa: 8 ♦ Pareggi: 3 ♦ Vittorie in trasferta: 4 | 40 reti in 15 partite (media 2.67) Reti in casa: 23 ♦ Reti in trasferta: 17 Vittorie in casa: 8 ♦ Pareggi: 3 ♦ Vittorie in trasferta: 4 | 40 reti in 15 partite (media 2.67) Reti in casa: 23 ♦ Reti in trasferta: 17 Vittorie in casa: 8 ♦ Pareggi: 3 ♦ Vittorie in trasferta: 4 | 40 reti in 15 partite (media 2.67) Reti in casa: 23 ♦ Reti in trasferta: 17 Vittorie in casa: 8 ♦ Pareggi: 3 ♦ Vittorie in trasferta: 4 | 40 reti in 15 partite (media 2.67) Reti in casa: 23 ♦ Reti in trasferta: 17 Vittorie in casa: 8 ♦ Pareggi: 3 ♦ Vittorie in trasferta: 4 | 39 reti in 15 partite (media 2.60) Reti in casa: 22 ♦ Reti in trasferta: 17 Vittorie in casa: 7 ♦ Pareggi: 2 ♦ Vittorie in trasferta: 6 | 39 reti in 15 partite (media 2.60) Reti in casa: 22 ♦ Reti in trasferta: 17 Vittorie in casa: 7 ♦ Pareggi: 2 ♦ Vittorie in trasferta: 6 | 39 reti in 15 partite (media 2.60) Reti in casa: 22 ♦ Reti in trasferta: 17 Vittorie in casa: 7 ♦ Pareggi: 2 ♦ Vittorie in trasferta: 6 | 39 reti in 15 partite (media 2.60) Reti in casa: 22 ♦ Reti in trasferta: 17 Vittorie in casa: 7 ♦ Pareggi: 2 ♦ Vittorie in trasferta: 6 | 39 reti in 15 partite (media 2.60) Reti in casa: 22 ♦ Reti in trasferta: 17 Vittorie in casa: 7 ♦ Pareggi: 2 ♦ Vittorie in trasferta: 6 |              |

| 15ª giornata | 15ª giornata | 15ª giornata | 15ª giornata | 15ª giornata | | 16ª giornata | 16ª giornata | 16ª giornata | 16ª giornata | 16ª giornata |
| Locali | R | Ospiti | Ora | Giorno | Locali | R | Ospiti | Ora | Giorno |              |
| --- | --- | --- | --- | --- | --- | --- | --- | --- | --- | ------------ |
| Velez Sarsfield | 3 - 2 | Estudiantes La Plata | 21:00 | 9 mar. 2017 | Quilmes | 0 - 1 | Rosario Central | 21:00 | 17 mar. 2017 |              |
| Patronato | 4 - 2 | Arsenal Sarandi | 21:00 | 10 mar. 2017 | Union Santa Fe | 0 - 2 | Colon Santa Fe | 16:00 | 18 mar. 2017 |              |
| Defensa y Justicia | 1 - 0 | Newell's Old Boys | 17:00 | 11 mar. 2017 | Tigre | 0 - 1 | Gimnasia La Plata | 17:00 | 18 mar. 2017 |              |
| San Lorenzo | 2 - 1 | Belgrano | | 11 mar. 2017 | Newell's Old Boys | 3 - 0 | Velez Sarsfield | 17:00 | 18 mar. 2017 |              |
| Banfield | 0 - 2 | Boca Juniors | 19:10 | 11 mar. 2017 | Independiente | 0 - 0 | San Martin San Juan | 19:30 | 18 mar. 2017 |              |
| San Martin San Juan | 0 - 1 | Huracan | 20:00 | 11 mar. 2017 | Huracan | 2 - 0 | Defensa y Justicia | 20:30 | 18 mar. 2017 |              |
| Temperley | 3 - 1 | Tigre | 17:00 | 12 mar. 2017 | Belgrano | 2 - 0 | Racing Club | 15:00 | 19 mar. 2017 |              |
| Gimnasia La Plata | 3 - 1 | Quilmes | 17:00 | 12 mar. 2017 | Sarmiento | 2 - 1 | Temperley | 17:00 | 19 mar. 2017 |              |
| Racing Club | 3 - 0 | Lanus | 17:00 | 12 mar. 2017 | Estudiantes La Plata | 1 - 0 | Patronato | 17:00 | 19 mar. 2017 |              |
| River Plate | 0 - 0 | Union Santa Fe | 19:10 | 12 mar. 2017 | Godoy Cruz | 2 - 0 | San Lorenzo | 17:15 | 19 mar. 2017 |              |
| Rosario Central | 0 - 1 | Godoy Cruz | 19:10 | 12 mar. 2017 | Olimpo | 1 - 0 | Banfield | 19:15 | 19 mar. 2017 |              |
| Atletico Tucuman | 2 - 1 | Sarmiento | 21:20 | 12 mar. 2017 | Boca Juniors | 1 - 2 | Talleres | 19:30 | 19 mar. 2017 |              |
| Aldosivi | 1 - 0 | Atletico Rafaela | 19:00 | 13 mar. 2017 | Arsenal Sarandi | 1 - 2 | Atletico Rafaela | 19:00 | 20 mar. 2017 |              |
| Colon Santa Fe | 1 - 1 | Olimpo | 21:15 | 13 mar. 2017 | Atletico Tucuman | 0 - 0 | Aldosivi | 21:15 | 20 mar. 2017 |              |
| Talleres | 0 - 2 | Independiente | 21:15 | 19 apr. 2017 | Lanus | 1 - 3 | River Plate | 21:15 | 21 mar. 2017 |              |
| 38 reti in 15 partite (media 2.53) Reti in casa: 23 ♦ Reti in trasferta: 15 Vittorie in casa: 9 ♦ Pareggi: 2 ♦ Vittorie in trasferta: 4 | 38 reti in 15 partite (media 2.53) Reti in casa: 23 ♦ Reti in trasferta: 15 Vittorie in casa: 9 ♦ Pareggi: 2 ♦ Vittorie in trasferta: 4 | 38 reti in 15 partite (media 2.53) Reti in casa: 23 ♦ Reti in trasferta: 15 Vittorie in casa: 9 ♦ Pareggi: 2 ♦ Vittorie in trasferta: 4 | 38 reti in 15 partite (media 2.53) Reti in casa: 23 ♦ Reti in trasferta: 15 Vittorie in casa: 9 ♦ Pareggi: 2 ♦ Vittorie in trasferta: 4 | 38 reti in 15 partite (media 2.53) Reti in casa: 23 ♦ Reti in trasferta: 15 Vittorie in casa: 9 ♦ Pareggi: 2 ♦ Vittorie in trasferta: 4 | 28 reti in 15 partite (media 1.87) Reti in casa: 16 ♦ Reti in trasferta: 12 Vittorie in casa: 7 ♦ Pareggi: 2 ♦ Vittorie in trasferta: 6 | 28 reti in 15 partite (media 1.87) Reti in casa: 16 ♦ Reti in trasferta: 12 Vittorie in casa: 7 ♦ Pareggi: 2 ♦ Vittorie in trasferta: 6 | 28 reti in 15 partite (media 1.87) Reti in casa: 16 ♦ Reti in trasferta: 12 Vittorie in casa: 7 ♦ Pareggi: 2 ♦ Vittorie in trasferta: 6 | 28 reti in 15 partite (media 1.87) Reti in casa: 16 ♦ Reti in trasferta: 12 Vittorie in casa: 7 ♦ Pareggi: 2 ♦ Vittorie in trasferta: 6 | 28 reti in 15 partite (media 1.87) Reti in casa: 16 ♦ Reti in trasferta: 12 Vittorie in casa: 7 ♦ Pareggi: 2 ♦ Vittorie in trasferta: 6 |              |

| 17ª giornata | 17ª giornata | 17ª giornata | 17ª giornata | 17ª giornata | | 18ª giornata | 18ª giornata | 18ª giornata | 18ª giornata | 18ª giornata |
| Locali | R | Ospiti | Ora | Giorno | Locali | R | Ospiti | Ora | Giorno |              |
| --- | --- | --- | --- | --- | --- | --- | --- | --- | --- | ------------ |
| Patronato | 1 - 1 | Newell's Old Boys | 21:00 | 24 mar. 2017 | Atletico Tucuman | 0 - 1 | Gimnasia La Plata | 21:00 | 31 mar. 2017 |              |
| Banfield | 3 - 1 | Union Santa Fe | 16:00 | 25 mar. 2017 | Independiente | 1 - 1 | Velez Sarsfield | 21:15 | 31 mar. 2017 |              |
| Rosario Central | 1 - 0 | Tigre | 16:00 | 25 mar. 2017 | Newell's Old Boys | 1 - 0 | Atletico Rafaela | 16:00 | 1 apr. 2017 |              |
| San Lorenzo | 3 - 0 | Quilmes | 17:00 | 25 mar. 2017 | Temperley | 1 - 0 | Aldosivi | 17:00 | 1 apr. 2017 |              |
| Gimnasia La Plata | 1 - 0 | Sarmiento | 18:15 | 25 mar. 2017 | Quilmes | 2 - 3 | Racing Club | 18:00 | 1 apr. 2017 |              |
| Atletico Rafaela | 2 - 2 | Estudiantes La Plata | 20:30 | 25 mar. 2017 | Belgrano | 0 - 1 | Colon Santa Fe | 19:15 | 1 apr. 2017 |              |
| Racing Club | 2 - 1 | Godoy Cruz | 21:00 | 25 mar. 2017 | Boca Juniors | 1 - 0 | Defensa y Justicia | 20:00 | 1 apr. 2017 |              |
| Aldosivi | 2 - 1 | Arsenal Sarandi | 15:30 | 26 mar. 2017 | Estudiantes La Plata | 2 - 2 | Arsenal Sarandi | 15:00 | 2 apr. 2017 |              |
| San Martin San Juan | 1 - 2 | Boca Juniors | 16:30 | 26 mar. 2017 | Lanus | 4 - 2 | Banfield | 16:15 | 2 apr. 2017 |              |
| Colon Santa Fe | 1 - 0 | Lanus | 17:00 | 26 mar. 2017 | Sarmiento | 2 - 2 | Rosario Central | 17:15 | 2 apr. 2017 |              |
| Temperley | 2 - 2 | Atletico Tucuman | 18:30 | 26 mar. 2017 | Tigre | 4 - 3 | San Lorenzo | 18:15 | 2 apr. 2017 |              |
| River Plate | 2 - 1 | Belgrano | 19:30 | 26 mar. 2017 | Huracan | 0 - 0 | Patronato | 19:30 | 2 apr. 2017 |              |
| Velez Sarsfield | 1 - 1 | Huracan | 19:00 | 27 mar. 2017 | Godoy Cruz | 1 - 2 | River Plate | 20:15 | 2 apr. 2017 |              |
| Talleres | 1 - 0 | Olimpo | 21:15 | 27 mar. 2017 | Olimpo | 0 - 0 | San Martin San Juan | 19:00 | 3 apr. 2017 |              |
| Defensa y Justicia | 1 - 2 | Independiente | 21:15 | 15 giu. 2017 | Union Santa Fe | 4 - 2 | Talleres | 21:15 | 3 apr. 2017 |              |
| 38 reti in 15 partite (media 2.53) Reti in casa: 24 ♦ Reti in trasferta: 14 Vittorie in casa: 9 ♦ Pareggi: 4 ♦ Vittorie in trasferta: 2 | 38 reti in 15 partite (media 2.53) Reti in casa: 24 ♦ Reti in trasferta: 14 Vittorie in casa: 9 ♦ Pareggi: 4 ♦ Vittorie in trasferta: 2 | 38 reti in 15 partite (media 2.53) Reti in casa: 24 ♦ Reti in trasferta: 14 Vittorie in casa: 9 ♦ Pareggi: 4 ♦ Vittorie in trasferta: 2 | 38 reti in 15 partite (media 2.53) Reti in casa: 24 ♦ Reti in trasferta: 14 Vittorie in casa: 9 ♦ Pareggi: 4 ♦ Vittorie in trasferta: 2 | 38 reti in 15 partite (media 2.53) Reti in casa: 24 ♦ Reti in trasferta: 14 Vittorie in casa: 9 ♦ Pareggi: 4 ♦ Vittorie in trasferta: 2 | 40 reti in 15 partite (media 2.67) Reti in casa: 23 ♦ Reti in trasferta: 17 Vittorie in casa: 7 ♦ Pareggi: 4 ♦ Vittorie in trasferta: 4 | 40 reti in 15 partite (media 2.67) Reti in casa: 23 ♦ Reti in trasferta: 17 Vittorie in casa: 7 ♦ Pareggi: 4 ♦ Vittorie in trasferta: 4 | 40 reti in 15 partite (media 2.67) Reti in casa: 23 ♦ Reti in trasferta: 17 Vittorie in casa: 7 ♦ Pareggi: 4 ♦ Vittorie in trasferta: 4 | 40 reti in 15 partite (media 2.67) Reti in casa: 23 ♦ Reti in trasferta: 17 Vittorie in casa: 7 ♦ Pareggi: 4 ♦ Vittorie in trasferta: 4 | 40 reti in 15 partite (media 2.67) Reti in casa: 23 ♦ Reti in trasferta: 17 Vittorie in casa: 7 ♦ Pareggi: 4 ♦ Vittorie in trasferta: 4 |              |

| 19ª giornata | 19ª giornata | 19ª giornata | 19ª giornata | 19ª giornata | | 20ª giornata | 20ª giornata | 20ª giornata | 20ª giornata | 20ª giornata |
| Locali | R | Ospiti | Ora | Giorno | Locali | R | Ospiti | Ora | Giorno |              |
| --- | --- | --- | --- | --- | --- | --- | --- | --- | --- | ------------ |
| Aldosivi | 1 - 4 | Estudiantes La Plata | 19:00 | 7 apr. 2017 | Huracan | 1 - 2 | Arsenal Sarandi | 19:00 | 14 apr. 2017 |              |
| Colon Santa Fe | 1 - 0 | Godoy Cruz | 21:15 | 7 apr. 2017 | Lanus | 0 - 0 | San Martin San Juan | 21:15 | 14 apr. 2017 |              |
| Rosario Central | 2 - 1 | Atletico Tucuman | 21:15 | 7 apr. 2017 | Newell's Old Boys | 0 - 0 | Estudiantes La Plata | 11:00 | 15 apr. 2017 |              |
| Arsenal Sarandi | 0 - 1 | Newell's Old Boys | 14:00 | 8 apr. 2017 | Belgrano | 1 - 1 | Talleres | 16:00 | 15 apr. 2017 |              |
| San Lorenzo | 1 - 0 | Sarmiento | 16:00 | 8 apr. 2017 | Independiente | 1 - 1 | Atletico Rafaela | 18:00 | 15 apr. 2017 |              |
| Atletico Rafaela | 1 - 1 | Huracan | 17:15 | 8 apr. 2017 | Olimpo | 0 - 1 | Velez Sarsfield | 19:00 | 15 apr. 2017 |              |
| Talleres | 3 - 1 | Lanus | 19:30 | 8 apr. 2017 | Sarmiento | 1 - 2 | Racing Club | 20:00 | 15 apr. 2017 |              |
| Banfield | 2 - 0 | Belgrano | 14:00 | 9 apr. 2017 | Godoy Cruz | 3 - 1 | Banfield | 16:00 | 16 apr. 2017 |              |
| Patronato | 0 - 5 | Independiente | 16:15 | 9 apr. 2017 | Atletico Tucuman | 1 - 0 | San Lorenzo | 16:15 | 16 apr. 2017 |              |
| San Martin San Juan | 0 - 0 | Union Santa Fe | 17:00 | 9 apr. 2017 | Boca Juniors | 1 - 1 | Patronato | 18:15 | 16 apr. 2017 |              |
| River Plate | 2 - 0 | Quilmes | 18:15 | 9 apr. 2017 | Quilmes | 0 - 1 | Colon Santa Fe | 18:20 | 16 apr. 2017 |              |
| Velez Sarsfield | 1 - 3 | Boca Juniors | 20:15 | 9 apr. 2017 | Tigre | 0 - 2 | River Plate | 20:15 | 16 apr. 2017 |              |
| Defensa y Justicia | 1 - 1 | Olimpo | 19:00 | 10 apr. 2017 | Union Santa Fe | 0 - 2 | Defensa y Justicia | 20:30 | 16 apr. 2017 |              |
| Gimnasia La Plata | 1 - 1 | Temperley | 21:15 | 10 apr. 2017 | Temperley | 1 - 2 | Rosario Central | 19:00 | 17 apr. 2017 |              |
| Racing Club | 4 - 1 | Tigre | 19:30 | 19 apr. 2017 | Gimnasia La Plata | 1 - 0 | Aldosivi | 21:15 | 17 apr. 2017 |              |
| 39 reti in 15 partite (media 2.60) Reti in casa: 20 ♦ Reti in trasferta: 19 Vittorie in casa: 7 ♦ Pareggi: 4 ♦ Vittorie in trasferta: 4 | 39 reti in 15 partite (media 2.60) Reti in casa: 20 ♦ Reti in trasferta: 19 Vittorie in casa: 7 ♦ Pareggi: 4 ♦ Vittorie in trasferta: 4 | 39 reti in 15 partite (media 2.60) Reti in casa: 20 ♦ Reti in trasferta: 19 Vittorie in casa: 7 ♦ Pareggi: 4 ♦ Vittorie in trasferta: 4 | 39 reti in 15 partite (media 2.60) Reti in casa: 20 ♦ Reti in trasferta: 19 Vittorie in casa: 7 ♦ Pareggi: 4 ♦ Vittorie in trasferta: 4 | 39 reti in 15 partite (media 2.60) Reti in casa: 20 ♦ Reti in trasferta: 19 Vittorie in casa: 7 ♦ Pareggi: 4 ♦ Vittorie in trasferta: 4 | 27 reti in 15 partite (media 1.80) Reti in casa: 11 ♦ Reti in trasferta: 16 Vittorie in casa: 3 ♦ Pareggi: 5 ♦ Vittorie in trasferta: 7 | 27 reti in 15 partite (media 1.80) Reti in casa: 11 ♦ Reti in trasferta: 16 Vittorie in casa: 3 ♦ Pareggi: 5 ♦ Vittorie in trasferta: 7 | 27 reti in 15 partite (media 1.80) Reti in casa: 11 ♦ Reti in trasferta: 16 Vittorie in casa: 3 ♦ Pareggi: 5 ♦ Vittorie in trasferta: 7 | 27 reti in 15 partite (media 1.80) Reti in casa: 11 ♦ Reti in trasferta: 16 Vittorie in casa: 3 ♦ Pareggi: 5 ♦ Vittorie in trasferta: 7 | 27 reti in 15 partite (media 1.80) Reti in casa: 11 ♦ Reti in trasferta: 16 Vittorie in casa: 3 ♦ Pareggi: 5 ♦ Vittorie in trasferta: 7 |              |

| 21ª giornata | 21ª giornata | 21ª giornata | 21ª giornata | 21ª giornata | | 22ª giornata | 22ª giornata | 22ª giornata | 22ª giornata | 22ª giornata |
| Locali | R | Ospiti | Ora | Giorno | Locali | R | Ospiti | Ora | Giorno |              |
| --- | --- | --- | --- | --- | --- | --- | --- | --- | --- | ------------ |
| San Lorenzo | 0 - 1 | Temperley | 21:15 | 21 apr. 2017 | Quilmes | 1 - 0 | Talleres | 19:00 | 28 apr. 2017 |              |
| Aldosivi | 0 - 3 | Newell's Old Boys | 14:00 | 22 apr. 2017 | Independiente | 2 - 2 | Estudiantes La Plata | 21:15 | 28 apr. 2017 |              |
| Racing Club | 4 - 3 | Atletico Tucuman | 16:00 | 22 apr. 2017 | Huracan | 0 - 1 | Newell's Old Boys | 16:00 | 29 apr. 2017 |              |
| Banfield | 2 - 0 | Quilmes | 16:10 | 22 apr. 2017 | Gimnasia La Plata | 0 - 1 | San Lorenzo | 16:00 | 29 apr. 2017 |              |
| Defensa y Justicia | 1 - 0 | Lanus | 16:15 | 22 apr. 2017 | Sarmiento | 0 - 4 | Colon Santa Fe | 16:10 | 29 apr. 2017 |              |
| Velez Sarsfield | 2 - 1 | Union Santa Fe | 18:20 | 22 apr. 2017 | Tigre | 0 - 1 | Banfield | 18:20 | 29 apr. 2017 |              |
| Rosario Central | 2 - 1 | Gimnasia La Plata | 20:30 | 22 apr. 2017 | Temperley | 3 - 0 | Racing Club | 20:00 | 29 apr. 2017 |              |
| Estudiantes La Plata | 1 - 1 | Huracan | 15:15 | 23 apr. 2017 | Union Santa Fe | 0 - 0 | Patronato | 20:30 | 29 apr. 2017 |              |
| Atletico Rafaela | 0 - 0 | Boca Juniors | 16:15 | 23 apr. 2017 | Godoy Cruz | 0 - 0 | San Martin San Juan | 16:00 | 30 apr. 2017 |              |
| San Martin San Juan | 2 - 1 | Belgrano | 17:00 | 23 apr. 2017 | Rosario Central | 2 - 0 | Aldosivi | 17:00 | 30 apr. 2017 |              |
| River Plate | 1 - 1 | Sarmiento | 18:15 | 23 apr. 2017 | Boca Juniors | 3 - 0 | Arsenal Sarandi | 19:10 | 30 apr. 2017 |              |
| Talleres | 1 - 0 | Godoy Cruz | 19:30 | 23 apr. 2017 | Olimpo | 1 - 2 | Atletico Rafaela | 19:30 | 30 apr. 2017 |              |
| Arsenal Sarandi | 0 - 2 | Independiente | 20:15 | 23 apr. 2017 | Belgrano | 0 - 1 | Defensa y Justicia | 16:30 | 2 mag. 2017 |              |
| Patronato | 3 - 4 | Olimpo | 19:00 | 24 apr. 2017 | Lanus | 2 - 0 | Velez Sarsfield | 21:00 | 2 mag. 2017 |              |
| Colon Santa Fe | 2 - 1 | Tigre | 21:15 | 24 apr. 2017 | Atletico Tucuman | 0 - 3 | River Plate | 20:15 | 31 mag. 2017 |              |
| 40 reti in 15 partite (media 2.67) Reti in casa: 21 ♦ Reti in trasferta: 19 Vittorie in casa: 8 ♦ Pareggi: 3 ♦ Vittorie in trasferta: 4 | 40 reti in 15 partite (media 2.67) Reti in casa: 21 ♦ Reti in trasferta: 19 Vittorie in casa: 8 ♦ Pareggi: 3 ♦ Vittorie in trasferta: 4 | 40 reti in 15 partite (media 2.67) Reti in casa: 21 ♦ Reti in trasferta: 19 Vittorie in casa: 8 ♦ Pareggi: 3 ♦ Vittorie in trasferta: 4 | 40 reti in 15 partite (media 2.67) Reti in casa: 21 ♦ Reti in trasferta: 19 Vittorie in casa: 8 ♦ Pareggi: 3 ♦ Vittorie in trasferta: 4 | 40 reti in 15 partite (media 2.67) Reti in casa: 21 ♦ Reti in trasferta: 19 Vittorie in casa: 8 ♦ Pareggi: 3 ♦ Vittorie in trasferta: 4 | 29 reti in 15 partite (media 1.93) Reti in casa: 14 ♦ Reti in trasferta: 15 Vittorie in casa: 5 ♦ Pareggi: 3 ♦ Vittorie in trasferta: 7 | 29 reti in 15 partite (media 1.93) Reti in casa: 14 ♦ Reti in trasferta: 15 Vittorie in casa: 5 ♦ Pareggi: 3 ♦ Vittorie in trasferta: 7 | 29 reti in 15 partite (media 1.93) Reti in casa: 14 ♦ Reti in trasferta: 15 Vittorie in casa: 5 ♦ Pareggi: 3 ♦ Vittorie in trasferta: 7 | 29 reti in 15 partite (media 1.93) Reti in casa: 14 ♦ Reti in trasferta: 15 Vittorie in casa: 5 ♦ Pareggi: 3 ♦ Vittorie in trasferta: 7 | 29 reti in 15 partite (media 1.93) Reti in casa: 14 ♦ Reti in trasferta: 15 Vittorie in casa: 5 ♦ Pareggi: 3 ♦ Vittorie in trasferta: 7 |              |

| 23ª giornata | 23ª giornata | 23ª giornata | 23ª giornata | 23ª giornata | | 24ª giornata | 24ª giornata | 24ª giornata | 24ª giornata | 24ª giornata |
| Locali | R | Ospiti | Ora | Giorno | Locali | R | Ospiti | Ora | Giorno |              |
| --- | --- | --- | --- | --- | --- | --- | --- | --- | --- | ------------ |
| San Martin San Juan | 1 - 0 | Quilmes | 21:00 | 5 mag. 2017 | San Martin San Juan | 1 - 2 | Godoy Cruz | 21:15 | 12 mag. 2017 |              |
| Talleres | 1 - 2 | Tigre | 21:15 | 5 mag. 2017 | Estudiantes La Plata | 1 - 0 | Gimnasia La Plata | 14:00 | 13 mag. 2017 |              |
| Patronato | 0 - 2 | Lanus | 16:00 | 6 mag. 2017 | Talleres | 1 - 1 | Belgrano | 14:00 | 13 mag. 2017 |              |
| Racing Club | 1 - 0 | Gimnasia La Plata | 16:45 | 6 mag. 2017 | Banfield | 1 - 0 | Lanus | 16:00 | 13 mag. 2017 |              |
| Estudiantes La Plata | 1 - 1 | Boca Juniors | 19:00 | 6 mag. 2017 | Atletico Rafaela | 1 - 0 | Atletico Tucuman | 17:15 | 13 mag. 2017 |              |
| Atletico Rafaela | 3 - 0 | Union Santa Fe | 19:00 | 6 mag. 2017 | Huracan | 0 - 1 | San Lorenzo | 18:00 | 13 mag. 2017 |              |
| River Plate | 4 - 1 | Temperley | 20:30 | 6 mag. 2017 | Olimpo | 2 - 0 | Aldosivi | 19:30 | 13 mag. 2017 |              |
| Aldosivi | 0 - 3 | Huracan | 15:15 | 7 mag. 2017 | Colon Santa Fe | 1 - 1 | Union Santa Fe | 14:00 | 14 mag. 2017 |              |
| Arsenal Sarandi | 1 - 0 | Olimpo | 15:45 | 7 mag. 2017 | Newell's Old Boys | 1 - 3 | Rosario Central | 15:00 | 14 mag. 2017 |              |
| Defensa y Justicia | 0 - 0 | Godoy Cruz | 18:00 | 7 mag. 2017 | Boca Juniors | 1 - 3 | River Plate | 17:00 | 14 mag. 2017 |              |
| San Lorenzo | 2 - 1 | Rosario Central | 18:15 | 7 mag. 2017 | Independiente | 2 - 0 | Racing Club | 19:00 | 14 mag. 2017 |              |
| Colon Santa Fe | 2 - 2 | Atletico Tucuman | 20:15 | 7 mag. 2017 | Patronato | 2 - 2 | Sarmiento | 19:15 | 14 mag. 2017 |              |
| Newell's Old Boys | 2 - 4 | Independiente | 20:15 | 7 mag. 2017 | Arsenal Sarandi | 2 - 0 | Temperley | 19:00 | 15 mag. 2017 |              |
| Banfield | 2 - 0 | Sarmiento | 20:10 | 8 mag. 2017 | Defensa y Justicia | 2 - 0 | Quilmes | 19:00 | 15 mag. 2017 |              |
| Velez Sarsfield | 1 - 2 | Belgrano | 21:15 | 8 mag. 2017 | Velez Sarsfield | 2 - 1 | Tigre | 21:15 | 15 mag. 2017 |              |
| 37 reti in 15 partite (media 2.47) Reti in casa: 20 ♦ Reti in trasferta: 17 Vittorie in casa: 7 ♦ Pareggi: 3 ♦ Vittorie in trasferta: 5 | 37 reti in 15 partite (media 2.47) Reti in casa: 20 ♦ Reti in trasferta: 17 Vittorie in casa: 7 ♦ Pareggi: 3 ♦ Vittorie in trasferta: 5 | 37 reti in 15 partite (media 2.47) Reti in casa: 20 ♦ Reti in trasferta: 17 Vittorie in casa: 7 ♦ Pareggi: 3 ♦ Vittorie in trasferta: 5 | 37 reti in 15 partite (media 2.47) Reti in casa: 20 ♦ Reti in trasferta: 17 Vittorie in casa: 7 ♦ Pareggi: 3 ♦ Vittorie in trasferta: 5 | 37 reti in 15 partite (media 2.47) Reti in casa: 20 ♦ Reti in trasferta: 17 Vittorie in casa: 7 ♦ Pareggi: 3 ♦ Vittorie in trasferta: 5 | 34 reti in 15 partite (media 2.27) Reti in casa: 20 ♦ Reti in trasferta: 14 Vittorie in casa: 8 ♦ Pareggi: 3 ♦ Vittorie in trasferta: 4 | 34 reti in 15 partite (media 2.27) Reti in casa: 20 ♦ Reti in trasferta: 14 Vittorie in casa: 8 ♦ Pareggi: 3 ♦ Vittorie in trasferta: 4 | 34 reti in 15 partite (media 2.27) Reti in casa: 20 ♦ Reti in trasferta: 14 Vittorie in casa: 8 ♦ Pareggi: 3 ♦ Vittorie in trasferta: 4 | 34 reti in 15 partite (media 2.27) Reti in casa: 20 ♦ Reti in trasferta: 14 Vittorie in casa: 8 ♦ Pareggi: 3 ♦ Vittorie in trasferta: 4 | 34 reti in 15 partite (media 2.27) Reti in casa: 20 ♦ Reti in trasferta: 14 Vittorie in casa: 8 ♦ Pareggi: 3 ♦ Vittorie in trasferta: 4 |              |

| 25ª giornata | 25ª giornata | 25ª giornata | 25ª giornata | 25ª giornata | | 26ª giornata | 26ª giornata | 26ª giornata | 26ª giornata | 26ª giornata |
| Locali | R | Ospiti | Ora | Giorno | Locali | R | Ospiti | Ora | Giorno |              |
| --- | --- | --- | --- | --- | --- | --- | --- | --- | --- | ------------ |
| Atletico Tucuman | 3 - 0 | Banfield | 21:15 | 19 mag. 2017 | Aldosivi | 0 - 0 | Independiente | 19:00 | 26 mag. 2017 |              |
| Belgrano | 1 - 1 | Patronato | 14:00 | 20 mag. 2017 | Colon Santa Fe | 1 - 2 | Gimnasia La Plata | 14:00 | 27 mag. 2017 |              |
| Lanus | 2 - 0 | Atletico Rafaela | 16:15 | 20 mag. 2017 | Banfield | 3 - 1 | Temperley | 16:15 | 27 mag. 2017 |              |
| Sarmiento | 1 - 4 | Talleres | 17:15 | 20 mag. 2017 | Newell's Old Boys | 3 - 2 | Olimpo | 17:15 | 27 mag. 2017 |              |
| Boca Juniors | 1 - 0 | Newell's Old Boys | 18:00 | 20 mag. 2017 | Huracan | 1 - 1 | Boca Juniors | 19:30 | 27 mag. 2017 |              |
| Tigre | 1 - 1 | San Martin San Juan | 19:30 | 20 mag. 2017 | San Martin San Juan | 4 - 2 | Sarmiento | 19:30 | 27 mag. 2017 |              |
| Union Santa Fe | 0 - 1 | Arsenal Sarandi | 20:00 | 20 mag. 2017 | Racing Club | 2 - 1 | San Lorenzo | 21:15 | 27 mag. 2017 |              |
| Independiente | 2 - 1 | Huracan | 20:15 | 20 mag. 2017 | Defensa y Justicia | 1 - 0 | Tigre | 14:00 | 28 mag. 2017 |              |
| Godoy Cruz | 3 - 0 | Velez Sarsfield | 15:00 | 21 mag. 2017 | Arsenal Sarandi | 0 - 2 | Lanus | 16:15 | 28 mag. 2017 |              |
| San Lorenzo | 0 - 1 | Aldosivi | 16:15 | 21 mag. 2017 | Talleres | 2 - 1 | Atletico Tucuman | 17:00 | 28 mag. 2017 |              |
| Temperley | 3 - 0 | Colon Santa Fe | 17:00 | 21 mag. 2017 | River Plate | 0 - 0 | Rosario Central | 18:15 | 28 mag. 2017 |              |
| Quilmes | 0 - 2 | Defensa y Justicia | 19:15 | 21 mag. 2017 | Atletico Rafaela | 1 - 2 | Belgrano | 18:30 | 28 mag. 2017 |              |
| Rosario Central | 4 - 1 | Racing Club | 20:15 | 21 mag. 2017 | Patronato | 0 - 3 | Godoy Cruz | 20:45 | 28 mag. 2017 |              |
| Olimpo | 3 - 1 | Estudiantes La Plata | 19:00 | 22 mag. 2017 | Estudiantes La Plata | 2 - 0 | Union Santa Fe | 19:00 | 29 mag. 2017 |              |
| Gimnasia La Plata | 0 - 3 | River Plate | 21:15 | 22 mag. 2017 | Velez Sarsfield | 0 - 0 | Quilmes | 21:15 | 29 mag. 2017 |              |
| 40 reti in 15 partite (media 2.67) Reti in casa: 24 ♦ Reti in trasferta: 16 Vittorie in casa: 8 ♦ Pareggi: 2 ♦ Vittorie in trasferta: 5 | 40 reti in 15 partite (media 2.67) Reti in casa: 24 ♦ Reti in trasferta: 16 Vittorie in casa: 8 ♦ Pareggi: 2 ♦ Vittorie in trasferta: 5 | 40 reti in 15 partite (media 2.67) Reti in casa: 24 ♦ Reti in trasferta: 16 Vittorie in casa: 8 ♦ Pareggi: 2 ♦ Vittorie in trasferta: 5 | 40 reti in 15 partite (media 2.67) Reti in casa: 24 ♦ Reti in trasferta: 16 Vittorie in casa: 8 ♦ Pareggi: 2 ♦ Vittorie in trasferta: 5 | 40 reti in 15 partite (media 2.67) Reti in casa: 24 ♦ Reti in trasferta: 16 Vittorie in casa: 8 ♦ Pareggi: 2 ♦ Vittorie in trasferta: 5 | 37 reti in 15 partite (media 2.47) Reti in casa: 20 ♦ Reti in trasferta: 17 Vittorie in casa: 7 ♦ Pareggi: 4 ♦ Vittorie in trasferta: 4 | 37 reti in 15 partite (media 2.47) Reti in casa: 20 ♦ Reti in trasferta: 17 Vittorie in casa: 7 ♦ Pareggi: 4 ♦ Vittorie in trasferta: 4 | 37 reti in 15 partite (media 2.47) Reti in casa: 20 ♦ Reti in trasferta: 17 Vittorie in casa: 7 ♦ Pareggi: 4 ♦ Vittorie in trasferta: 4 | 37 reti in 15 partite (media 2.47) Reti in casa: 20 ♦ Reti in trasferta: 17 Vittorie in casa: 7 ♦ Pareggi: 4 ♦ Vittorie in trasferta: 4 | 37 reti in 15 partite (media 2.47) Reti in casa: 20 ♦ Reti in trasferta: 17 Vittorie in casa: 7 ♦ Pareggi: 4 ♦ Vittorie in trasferta: 4 |              |

| 27ª giornata | 27ª giornata | 27ª giornata | 27ª giornata | 27ª giornata | | 28ª giornata | 28ª giornata | 28ª giornata | 28ª giornata | 28ª giornata |
| Locali | R | Ospiti | Ora | Giorno | Locali | R | Ospiti | Ora | Giorno |              |
| --- | --- | --- | --- | --- | --- | --- | --- | --- | --- | ------------ |
| Sarmiento | 1 - 0 | Defensa y Justicia | 19:00 | 2 giu. 2017 | Colon Santa Fe | 2 - 1 | San Lorenzo | 21:15 | 15 giu. 2017 |              |
| Godoy Cruz | 0 - 2 | Atletico Rafaela | 21:15 | 2 giu. 2017 | San Martin San Juan | 0 - 1 | Temperley | 17:45 | 16 giu. 2017 |              |
| Tigre | 0 - 3 | Velez Sarsfield | 14:00 | 3 giu. 2017 | Huracan | 1 - 0 | Union Santa Fe | 19:00 | 16 giu. 2017 |              |
| Temperley | 2 - 1 | Talleres | 16:15 | 3 giu. 2017 | Talleres | 0 - 1 | Gimnasia La Plata | 20:00 | 16 giu. 2017 |              |
| Rosario Central | 0 - 0 | Colon Santa Fe | 17:15 | 3 giu. 2017 | Banfield | 3 - 1 | Rosario Central | 21:15 | 16 giu. 2017 |              |
| Union Santa Fe | 2 - 1 | Newell's Old Boys | 19:30 | 3 giu. 2017 | Arsenal Sarandi | 1 - 2 | Godoy Cruz | 14:00 | 17 giu. 2017 |              |
| Lanus | 1 - 0 | Estudiantes La Plata | 20:00 | 3 giu. 2017 | Estudiantes La Plata | 2 - 0 | Belgrano | 16:15 | 17 giu. 2017 |              |
| San Lorenzo | 2 - 1 | River Plate | 14:00 | 4 giu. 2017 | Atletico Rafaela | 1 - 1 | Quilmes | 17:15 | 17 giu. 2017 |              |
| Gimnasia La Plata | 1 - 2 | Banfield | 16:00 | 4 giu. 2017 | Aldosivi | 0 - 4 | Boca Juniors | 17:45 | 17 giu. 2017 |              |
| Belgrano | 1 - 2 | Arsenal Sarandi | 16:15 | 4 giu. 2017 | Velez Sarsfield | 5 - 1 | Sarmiento | 19:30 | 17 giu. 2017 |              |
| Olimpo | 3 - 1 | Huracan | 17:00 | 4 giu. 2017 | Newell's Old Boys | 1 - 1 | Lanus | 14:00 | 18 giu. 2017 |              |
| Atletico Tucuman | 1 - 2 | San Martin San Juan | 18:30 | 4 giu. 2017 | Patronato | 0 - 2 | Tigre | 14:45 | 18 giu. 2017 |              |
| Boca Juniors | 3 - 0 | Independiente | 19:00 | 4 giu. 2017 | Independiente | 1 - 1 | Olimpo | 16:15 | 18 giu. 2017 |              |
| Quilmes | 0 - 1 | Patronato | 19:00 | 5 giu. 2017 | Defensa y Justicia | 3 - 0 | Atletico Tucuman | 17:00 | 18 giu. 2017 |              |
| Racing Club | 1 - 1 | Aldosivi | 21:15 | 5 giu. 2017 | River Plate | 2 - 3 | Racing Club | 17:15 | 18 giu. 2017 |              |
| 35 reti in 15 partite (media 2.33) Reti in casa: 18 ♦ Reti in trasferta: 17 Vittorie in casa: 7 ♦ Pareggi: 2 ♦ Vittorie in trasferta: 6 | 35 reti in 15 partite (media 2.33) Reti in casa: 18 ♦ Reti in trasferta: 17 Vittorie in casa: 7 ♦ Pareggi: 2 ♦ Vittorie in trasferta: 6 | 35 reti in 15 partite (media 2.33) Reti in casa: 18 ♦ Reti in trasferta: 17 Vittorie in casa: 7 ♦ Pareggi: 2 ♦ Vittorie in trasferta: 6 | 35 reti in 15 partite (media 2.33) Reti in casa: 18 ♦ Reti in trasferta: 17 Vittorie in casa: 7 ♦ Pareggi: 2 ♦ Vittorie in trasferta: 6 | 35 reti in 15 partite (media 2.33) Reti in casa: 18 ♦ Reti in trasferta: 17 Vittorie in casa: 7 ♦ Pareggi: 2 ♦ Vittorie in trasferta: 6 | 41 reti in 15 partite (media 2.73) Reti in casa: 22 ♦ Reti in trasferta: 19 Vittorie in casa: 6 ♦ Pareggi: 3 ♦ Vittorie in trasferta: 6 | 41 reti in 15 partite (media 2.73) Reti in casa: 22 ♦ Reti in trasferta: 19 Vittorie in casa: 6 ♦ Pareggi: 3 ♦ Vittorie in trasferta: 6 | 41 reti in 15 partite (media 2.73) Reti in casa: 22 ♦ Reti in trasferta: 19 Vittorie in casa: 6 ♦ Pareggi: 3 ♦ Vittorie in trasferta: 6 | 41 reti in 15 partite (media 2.73) Reti in casa: 22 ♦ Reti in trasferta: 19 Vittorie in casa: 6 ♦ Pareggi: 3 ♦ Vittorie in trasferta: 6 | 41 reti in 15 partite (media 2.73) Reti in casa: 22 ♦ Reti in trasferta: 19 Vittorie in casa: 6 ♦ Pareggi: 3 ♦ Vittorie in trasferta: 6 |              |

| 29ª giornata | 29ª giornata | 29ª giornata | 29ª giornata | 29ª giornata | | 30ª giornata | 30ª giornata | 30ª giornata | 30ª giornata | 30ª giornata |
| Locali | R | Ospiti | Ora | Giorno | Locali | R | Ospiti | Ora | Giorno |              |
| --- | --- | --- | --- | --- | --- | --- | --- | --- | --- | ------------ |
| San Lorenzo | 1 - 0 | Banfield | 18:00 | 20 giu. 2017 | Defensa y Justicia | 1 - 0 | Gimnasia La Plata | 16:00 | 24 giu. 2017 |              |
| Gimnasia La Plata | 2 - 0 | San Martin San Juan | 19:00 | 20 giu. 2017 | San Martin San Juan | 1 - 1 | Rosario Central | 19:00 | 24 giu. 2017 |              |
| Rosario Central | 3 - 3 | Talleres | 21:15 | 20 giu. 2017 | Boca Juniors | 2 - 1 | Union Santa Fe | 16:15 | 25 giu. 2017 |              |
| Quilmes | 2 - 2 | Arsenal Sarandi | 17:00 | 21 giu. 2017 | Atletico Rafaela | 2 - 3 | Sarmiento | 17:00 | 25 giu. 2017 |              |
| Temperley | 2 - 3 | Defensa y Justicia | 18:30 | 21 giu. 2017 | Banfield | 1 - 3 | Racing Club | 19:10 | 25 giu. 2017 |              |
| Racing Club | 1 - 0 | Colon Santa Fe | 19:10 | 21 giu. 2017 | Colon Santa Fe | 0 - 0 | River Plate | 20:00 | 25 giu. 2017 |              |
| Olimpo | 2 - 2 | Boca Juniors | 19:45 | 21 giu. 2017 | Patronato | 1 - 1 | Atletico Tucuman | 18:00 | 26 giu. 2017 |              |
| River Plate | 1 - 0 | Aldosivi | 21:30 | 21 giu. 2017 | Arsenal Sarandi | 2 - 1 | Tigre | 18:00 | 26 giu. 2017 |              |
| Belgrano | 2 - 1 | Newell's Old Boys | 15:00 | 22 giu. 2017 | Aldosivi | 0 - 3 | Olimpo | 20:15 | 26 giu. 2017 |              |
| Lanus | 2 - 0 | Huracan | 17:10 | 22 giu. 2017 | Huracan | 0 - 0 | Belgrano | 20:15 | 26 giu. 2017 |              |
| Sarmiento | 1 - 3 | Patronato | 17:10 | 22 giu. 2017 | Velez Sarfield | 0 - 0 | Temperley | 20:15 | 26 giu. 2017 |              |
| Tigre | 1 - 0 | Atletico Rafaela | 19:20 | 22 giu. 2017 | Estudiantes La Plata | 1 - 0 | Quilmes | 18:00 | 27 giu. 2017 |              |
| Godoy Cruz | 0 - 2 | Estudiantes La Plata | 19:20 | 22 giu. 2017 | Newell's Old Boys | 0 - 2 | Godoy Cruz | 18:00 | 27 giu. 2017 |              |
| Atletico Tucuman | 1 - 1 | Velez Sarsfield | 21:30 | 22 giu. 2017 | Independiente | 1 - 1 | Lanus | 20:30 | 27 giu. 2017 |              |
| Union Santa Fe | 0 - 3 | Independiente | 21:30 | 22 giu. 2017 | Talleres | 1 - 1 | San Lorenzo | 20:30 | 27 giu. 2017 |              |
| 41 reti in 15 partite (media 2.73) Reti in casa: 21 ♦ Reti in trasferta: 20 Vittorie in casa: 7 ♦ Pareggi: 4 ♦ Vittorie in trasferta: 4 | 41 reti in 15 partite (media 2.73) Reti in casa: 21 ♦ Reti in trasferta: 20 Vittorie in casa: 7 ♦ Pareggi: 4 ♦ Vittorie in trasferta: 4 | 41 reti in 15 partite (media 2.73) Reti in casa: 21 ♦ Reti in trasferta: 20 Vittorie in casa: 7 ♦ Pareggi: 4 ♦ Vittorie in trasferta: 4 | 41 reti in 15 partite (media 2.73) Reti in casa: 21 ♦ Reti in trasferta: 20 Vittorie in casa: 7 ♦ Pareggi: 4 ♦ Vittorie in trasferta: 4 | 41 reti in 15 partite (media 2.73) Reti in casa: 21 ♦ Reti in trasferta: 20 Vittorie in casa: 7 ♦ Pareggi: 4 ♦ Vittorie in trasferta: 4 | 30 reti in 15 partite (media 2.00) Reti in casa: 13 ♦ Reti in trasferta: 17 Vittorie in casa: 4 ♦ Pareggi: 7 ♦ Vittorie in trasferta: 4 | 30 reti in 15 partite (media 2.00) Reti in casa: 13 ♦ Reti in trasferta: 17 Vittorie in casa: 4 ♦ Pareggi: 7 ♦ Vittorie in trasferta: 4 | 30 reti in 15 partite (media 2.00) Reti in casa: 13 ♦ Reti in trasferta: 17 Vittorie in casa: 4 ♦ Pareggi: 7 ♦ Vittorie in trasferta: 4 | 30 reti in 15 partite (media 2.00) Reti in casa: 13 ♦ Reti in trasferta: 17 Vittorie in casa: 4 ♦ Pareggi: 7 ♦ Vittorie in trasferta: 4 | 30 reti in 15 partite (media 2.00) Reti in casa: 13 ♦ Reti in trasferta: 17 Vittorie in casa: 4 ♦ Pareggi: 7 ♦ Vittorie in trasferta: 4 |              |

## Allenatori

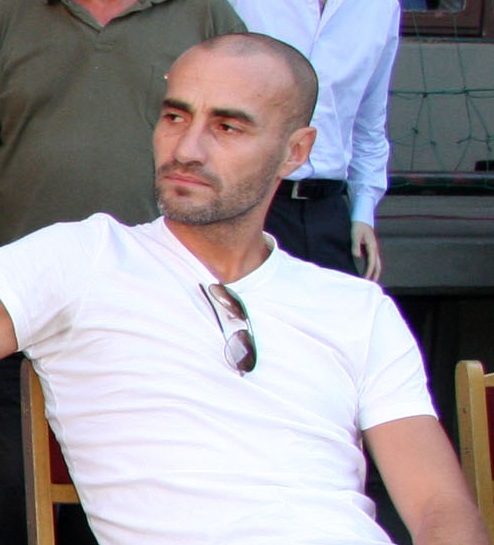
Sulla panchina prima del Colón de Santa Fe e poi del Rosario Central siede Paolo Montero.

| Squadra            | Allenatore                    | Giornate |
| ------------------ | ----------------------------- | -------- |
| Aldosivi           | Fernando Quiroz               | 1 - 8    |
| Aldosivi           | Darío Franco                  | 9 - 23   |
| Aldosivi           | Wálter Perazzo                | 24 - 30  |
| Arsenal Sarandí    | Sergio Rondina                | 1 - 9    |
| Arsenal Sarandí    | Lucas Bernardi                | 10 - 14  |
| Arsenal Sarandí    | Humberto Grondona             | 15 - 30  |
| Atlético Rafaela   | Juan Manuel Llop              | 1 - 30   |
| Atl. Tucumán       | Juan Manuel Azconzábal        | 1 - 10   |
| Atl. Tucumán       | Luciano Precone (interino)    | 11 - 14  |
| Atl. Tucumán       | Pablo Lavallén                | 15 - 28  |
| Atl. Tucumán       | Ricardo Zielinski             | 29 - 30  |
| Banfield           | Julio César Falcioni          | 1 - 30   |
| Belgrano           | Esteban Nicolás González      | 1 - 10   |
| Belgrano           | Leonardo Madelón              | 11 - 18  |
| Belgrano           | Sebastián Méndez              | 19 - 30  |
| Boca Juniors       | Guillermo Barros Schelotto    | 1 - 30   |
| Colón (SF)         | Paolo Montero                 | 1 - 14   |
| Colón (SF)         | Eduardo Domínguez             | 15 - 30  |
| Defensa y Justicia | Ariel Holan                   | 1 - 9    |
| Defensa y Justicia | Sebastián Beccacece           | 10 - 30  |
| Estudiantes (LP)   | Nelson Vivas                  | 1 - 27   |
| Estudiantes (LP)   | Leandro Benítez (interino)    | 28       |
| Estudiantes (LP)   | Gustavo Matosas               | 29 - 30  |
| Gimnasia (LP)      | Gustavo Alfaro                | 1 - 24   |
| Gimnasia (LP)      | Leandro Martini (interino)    | 25 - ... |
| Godoy Cruz         | Sebastián Méndez              | 1 - 14   |
| Godoy Cruz         | Lucas Bernardi                | 15 - 30  |
| Huracán            | Eduardo Domínguez             | 1 - 4    |
| Huracán            | Ricardo Caruso Lombardi       | 5 - 12   |
| Huracán            | Néstor Apuzzo (interino)      | 13 - 14  |
| Huracán            | Juan Manuel Azconzábal        | 15 - 30  |
| Independiente      | Gabriel Milito                | 1 - 14   |
| Independiente      | Ariel Holan                   | 15 - 30  |
| Lanús              | Jorge Almirón                 | 1 - 30   |
| Newell's Old Boys  | Diego Osella                  | 1 - 27   |
| Newell's Old Boys  | Juan Pablo Vojvoda (interino) | 28 - 30  |
| Olimpo             | Cristian Díaz                 | 1 - 12   |
| Olimpo             | Juan Barbas (interino)        | 13 - 14  |
| Olimpo             | Mario Sciacqua                | 15 - 30  |
| Patronato          | Rubén Forestello              | 1 - 30   |
| Quilmes            | Alfredo Grelak                | 1 - 18   |
| Quilmes            | Leonardo Lemos (interino)     | 19       |
| Quilmes            | Cristian Díaz                 | 20 - 30  |
| Racing Club        | Claudio Úbeda (interino)      | 1        |
| Racing Club        | Ricardo Zielinski             | 2 - 14   |
| Racing Club        | Diego Cocca                   | 15 - 30  |
| River Plate        | Marcelo Gallardo              | 1 - 30   |
| Rosario Central    | Eduardo Coudet                | 1 - 13   |
| Rosario Central    | Leonardo Fernández (interino) | 14       |
| Rosario Central    | Paolo Montero                 | 15 - 30  |
| San Lorenzo        | Diego Aguirre                 | 1 - 30   |
| San Martín (SJ)    | Pablo Lavallén                | 1 - 11   |
| San Martín (SJ)    | Hugo Garelli (interino)       | 12 - 14  |
| San Martín (SJ)    | Néstor Gorosito               | 15 - 30  |
| Sarmiento (J)      | Gabriel Schurrer              | 1 - 8    |
| Sarmiento (J)      | Juan Carlos Pires (interino)  | 9        |
| Sarmiento (J)      | Jorge Burruchaga              | 10 - 14  |
| Sarmiento (J)      | Fernando Quiroz               | 15 - 30  |
| Talleres (C)       | Darío Kudelka                 | 1 - 30   |
| Temperley          | Carlos Mayor                  | 1 - 9    |
| Temperley          | Gustavo Álvarez               | 10 - 30  |
| Tigre              | Pedro Troglio                 | 1 - 16   |
| Tigre              | Facundo Sava                  | 17 - 27  |
| Tigre              | Ricardo Caruso Lombardi       | 28 - 30  |
| Unión (SF)         | Leonardo Madelón              | 1 - 8    |
| Unión (SF)         | Juan Pablo Pumpido            | 9 - 21   |
| Unión (SF)         | Eduardo Magnín (interino)     | 22       |
| Unión (SF)         | Pablo Marini                  | 23 - 30  |
| Vélez Sarsfield    | Christian Bassedas            | 1 - 4    |
| Vélez Sarsfield    | Alberto Fanesi (interino)     | 5        |
| Vélez Sarsfield    | Omar De Felippe               | 6 - 30   |

## Statistiche

### Statistiche campionato
- Partite giocate: 450
- Risultati
  - Vittorie in casa: 199 (44,22%)
  - Vittorie in trasferta: 132 (29,33%)
  - Pareggi: 119 (26,44%)
- Gol segnati: 1 024 (2,28 gol a partita)
  - Gol segnati in casa: 562 (54,88%)
  - Gol segnati in trasferta: 462 (45,12%)

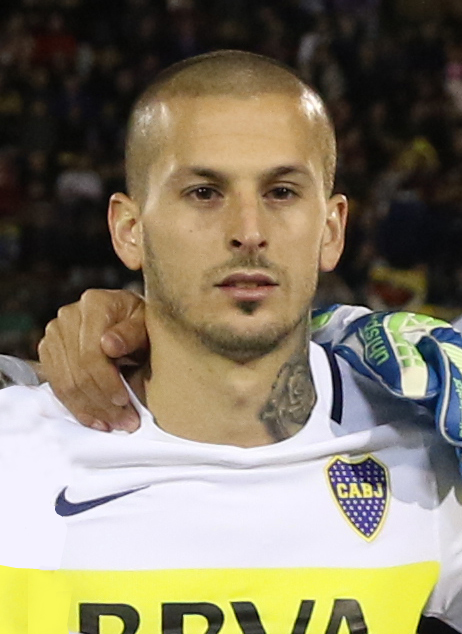
Il capocannoniere del campionato Darío Benedetto (Boca Juniors)

### Classifica marcatori
| Pos. | Giocatore         | Squadra           | Gol |
| ---- | ----------------- | ----------------- | --- |
| 1°   | Darío Benedetto   | Boca Juniors      | 21  |
| 2°   | Sebastián Driussi | River Plate       | 17  |
| 3°   | José Sand         | Lanús             | 15  |
| 4°   | Mariano Pavone    | Vélez Sarsfield   | 13  |
| 5°   | Lucas Alario      | River Plate       | 12  |
| 5°   | Carlos Luna       | Tigre             | 12  |
| 5°   | Ignacio Scocco    | Newell's Old Boys | 12  |